# Teheran
Teheran (persisch تهران, DMG Tehrān, traditionell auch طهران, DMG Ṭehrān /teɦˈrɔːn/) ist die Hauptstadt Irans und der gleichnamigen Provinz. Im administrativen Stadtgebiet leben knapp 8,7 Millionen Menschen (laut Volkszählung von 2016). Die Bevölkerungszahl der Metropolregion wird auf rund 20 Millionen Einwohner geschätzt; die offizielle Statistik von 2011 belegt jedoch nur 15,2 Millionen Menschen. Als Industrie- und Handelsstadt mit Universitäten, Hochschulen, Bibliotheken und Museen ist Teheran ein bedeutendes Wirtschafts-, Wissenschafts- und Kulturzentrum sowie ein wichtiger Verkehrsknotenpunkt des Landes.

## Der Name der Stadt
Der Ursprung des Namens Teheran (eigentlich Tehran) ist nicht eindeutig zu bestimmen. So wird beispielsweise vermutet, dass sich der Name aus den Wörtern tah und ran zusammensetzt, deren Bedeutung auf die mittelalterlichen, unterirdisch angelegten Behausungen der Einwohner abzielt: tah bedeutet „Tiefe“. Nach einer anderen Auffassung leitet sich Teheran vom altpersischen teh ran ab, was in etwa „warmer Ort“ bedeutet.
Wilhelm Eilers führt Teheran auf den iranischen Kurznamen čihr („Gestalt, Herkunft“) zurück, der mit der patronymen Endung -an zu čihran wird. Der Ortsname wäre somit vom früheren Herrschaftsgebiet eines Adligen gleichen Namens abgeleitet.
Die deutsche Schreibweise und Aussprache des Stadtnamens stammen von ihrer französischen Version ab. Da das h aspiré im Französischen nicht ausgesprochen wird, ist eine zusätzliche Silbe eingefügt worden: Das zweisilbige Tehran wurde zu Téhéran.

## Geographie

### Geographische Lage

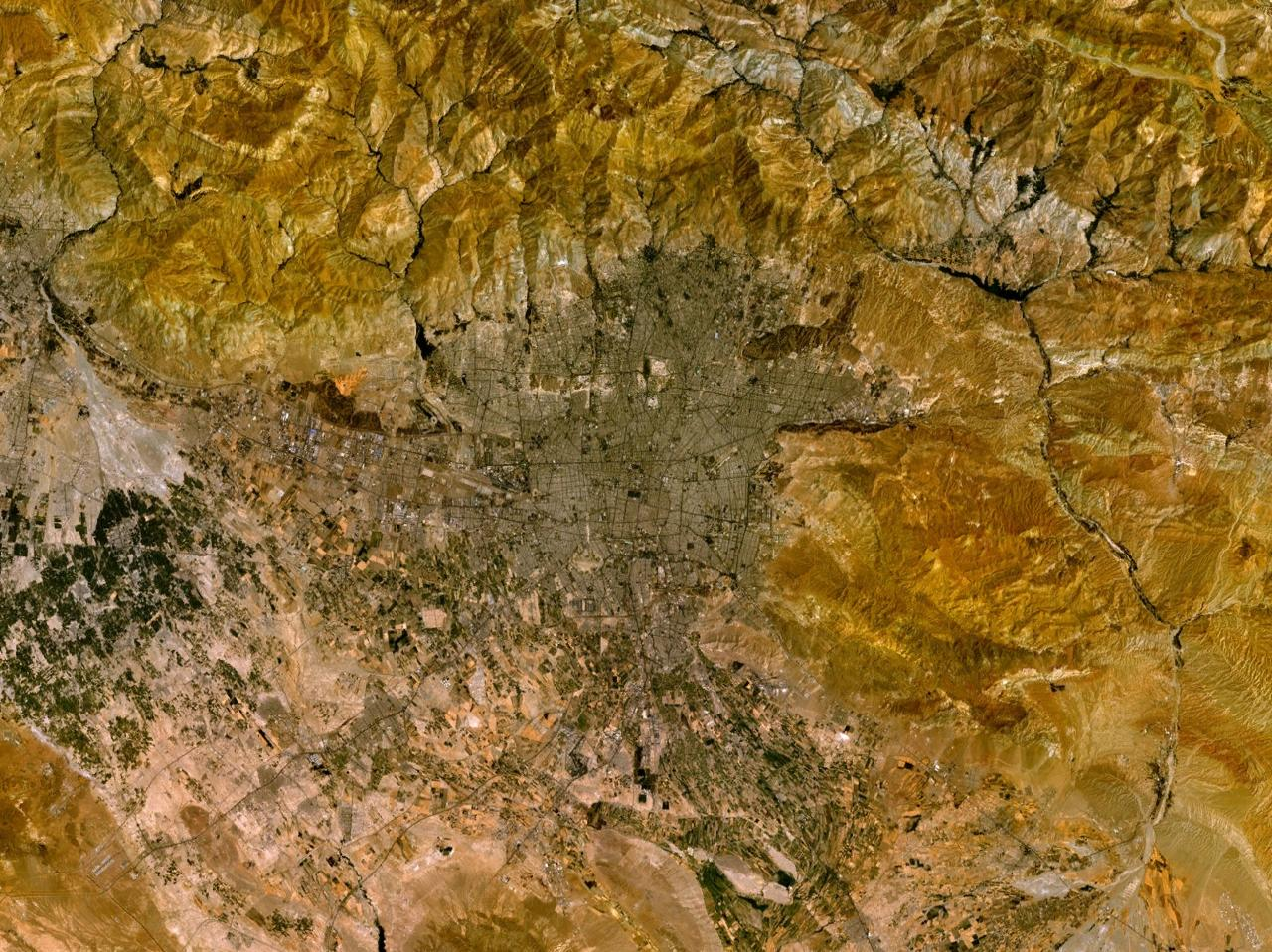
Satellitenbild von Teheran

Die Stadt liegt südlich des Elburs-Gebirges und des Kaspischen Meeres im Iranischen Hochland durchschnittlich 1191 Meter über dem Meeresspiegel. 66 Kilometer nordöstlich befindet sich der 5604 m hohe Vulkan Damawand, der höchste Berg Irans. In nördlicher Richtung grenzen die Abhänge des 3975 m hohen Berges Totschāl (mit Seilbahn) an das Stadtgebiet.
Auf Grund der Hanglage gibt es in der Hauptstadt erhebliche Höhenunterschiede. Die Stadtbezirke im Süden grenzen an die Salzwüste Dascht-e Kawir und liegen durchschnittlich 1000 Meter über dem Meeresspiegel, das Stadtzentrum bei circa 1100 bis 1200 Meter und die Vororte im Norden bei etwa 1700 Meter.
Das Stadtgebiet mit einer Fläche von 716,9 Quadratkilometern erstreckt sich jeweils 50 Kilometer in Nord-Süd- und Ost-West-Richtung. Die Metropolregion hat eine Ausdehnung von 18.814 Quadratkilometern.
Die Flüsse Karadsch im Westen der Ebene und der Dschadschrud, der im Osten an Teheran vorbeifließt, versorgen die Stadt mit Wasser. An beiden Flüssen sind im 20. Jahrhundert Talsperren errichtet worden, unter anderem die Amir-Kabir-Talsperre. Entlang den großen Straßen der Hauptstadt verlaufen offene Kanäle, in die Wasser aus den umliegenden Bergen geleitet wird. Durch den Wasserverbrauch und die Dürre ist der Grundwasserspiegel in der Stadt zwischen 1984 und 2011 um zwölf Meter gesunken. Seither hat sich die Situation stets verschlimmert.

### Geologie

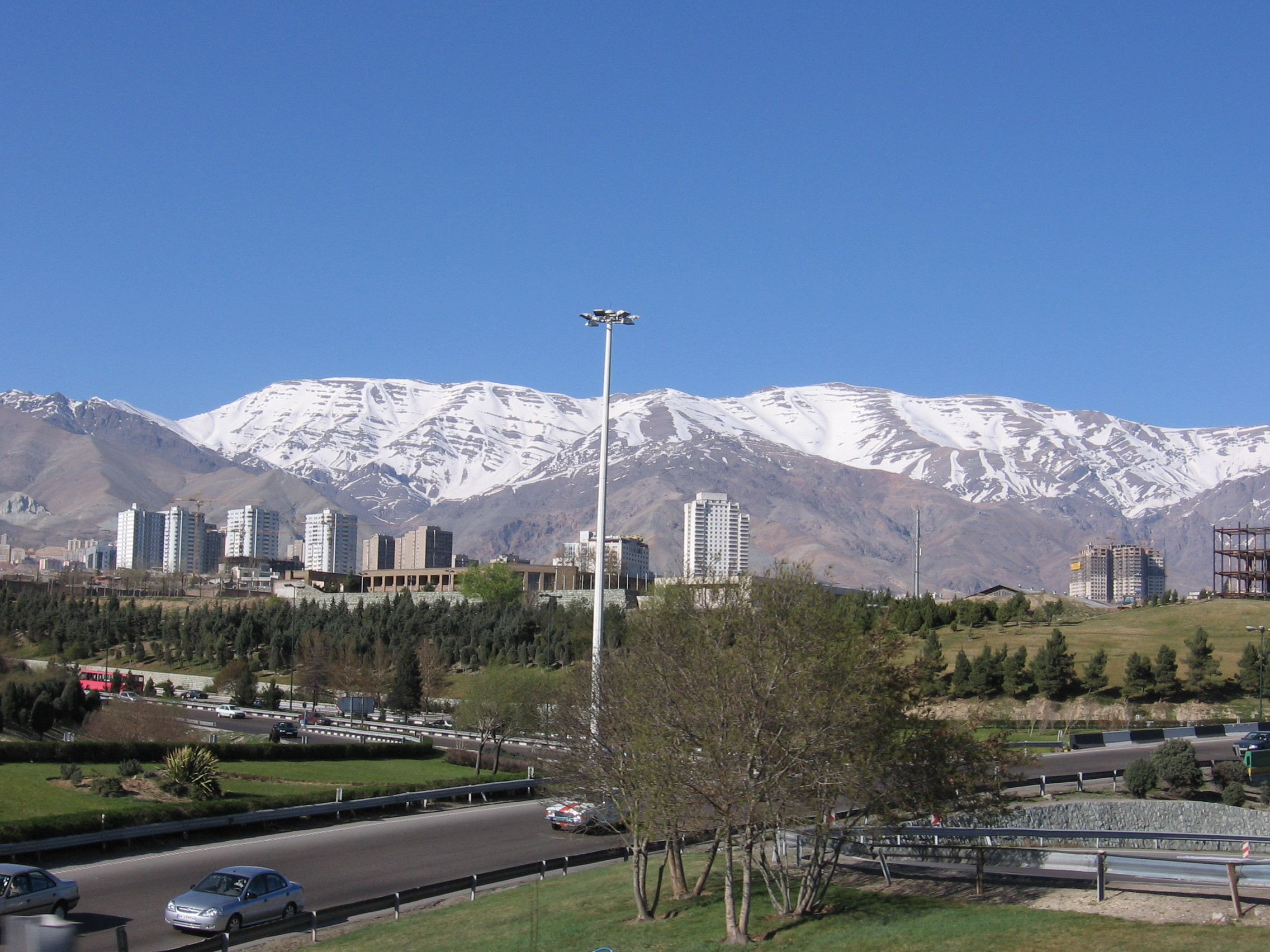
Elburs-Gebirge im Norden Teherans mit dem Stadtteil Schahrak-e Gharb im Vordergrund

Teheran liegt in einer erdbebengefährdeten Zone. Die Region im Iranischen Hochland ist tektonisch sehr aktiv. Hier stoßen die Indisch-Australische und die Arabische Kontinentalplatte auf die Eurasische Platte. Mehrmals im Jahr kommt es zu leichten Erdstößen. Am 27. März 1830 erschütterte ein Beben von 7,0 Punkten auf der Richterskala die Stadt. Fast alle Gebäude der Hauptstadt wurden zerstört. In der gesamten Region starben schätzungsweise 45.000 Menschen.
Weitere schwere Erdbeben trafen die Region in den Jahren 300 v. Chr. (Stärke 7,6), 743 (7,2), 855 (7,1), 958 (7,7), 1177 (7,2), 1383 (7,0), 1665 (6,5) und 1815 (7,1). Nach Angaben von Seismologen kommt es in Teheran im Durchschnitt alle 150 Jahre zu einem großen Beben. Da das letzte schon länger als diese Zeitspanne zurückliegt, steigt die Wahrscheinlichkeit für ein schweres Erdbeben in den nächsten Jahren.
Die mangelnde Erdbebensicherheit der meisten Gebäude (einschließlich der öffentlichen Gebäude wie Krankenhäuser), die Verstöße gegen Bauvorschriften durch Verwendung billiger Materialien und auch die mangelnde Erdbebenplanung stellen für die Bevölkerung der Stadt ein großes Risiko dar. Auch die Verlegung der Hauptstadt in ein erdbebensicheres Gebiet wird von Zeit zu Zeit diskutiert.
Das Iranische Hochland mit der Hauptstadt Teheran erstreckt sich 3000 Kilometer weit von Nordwesten nach Südosten quer durch den Trockengürtel der nördlichen Passatzone und trennt das afrikanisch-arabische vom turanisch-zentralasiatischen Wüstengebiet. In seinem Aufbau erinnert es an Kleinasien. Hier wie dort wird ein aus Senken und Teilbecken bestehendes Hochland von Randgebirgsketten eingefasst. Im Norden wird die Einfassung vom an das Kaspische Meer angrenzenden Elburs-Gebirge, mit dem ruhenden Vulkan Damawand, und dem girlandenartigen Zug der nordiranischen Randgebirge gebildet.
Das Innere ist durch Gebirgszüge in eine Anzahl Senken und Becken gekammert, die abflusslos sind. Infolge des Trockenklimas kann der vom Gebirge stammende Verwitterungsschutt bei der geringen Wasserführung der Flüsse nicht abtransportiert werden, so dass die Gebirge in ihrem eigenen Schutt „ertrinken“. In den Becken finden sich ausgedehnte Wüsten, die teilweise von den Flüssen mit salzhaltigen Tonen gefüllt wurden und sich in der Regenzeit in Salzsümpfe verwandeln.

### Stadtgliederung

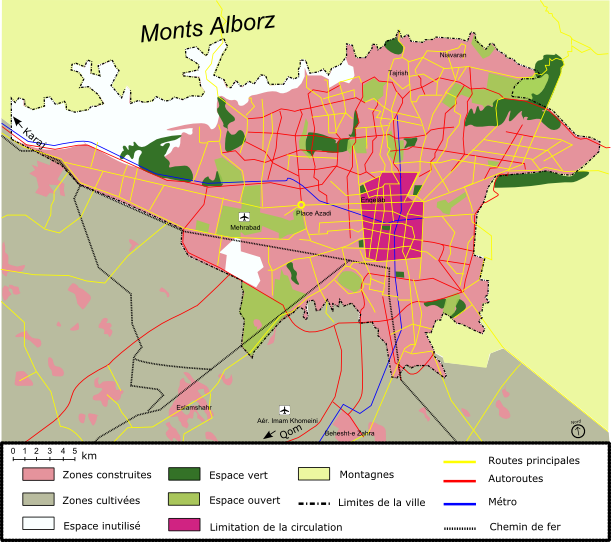
Das administrative Stadtgebiet von Teheran

Stadtbezirke Teherans

Teheran gliedert sich in 22 Bezirke (Bezirk = persisch منطقه, DMG manṭaqe) und 120 Unterbezirke (Unterbezirk = persisch ناحیه, DMG nāḥiye). Die Einwohnerzahlen in der folgenden Tabelle beziehen sich auf die Volkszählungen (Zensus) von 1996, 2006 und 2016.
| Bezirk | Zensus 1996 | Zensus 2006 | Zensus 2016 |
| ------ | ----------- | ----------- | ----------- |
| 1      | 249.676     | 379.962     | 487.508     |
| 2      | 458.089     | 608.814     | 701.303     |
| 3      | 259.019     | 290.726     | 330.649     |
| 4      | 663.166     | 819.921     | 919.001     |
| 5      | 427.995     | 679.108     | 858.346     |
| 6      | 220.331     | 237.292     | 251.384     |
| 7      | 300.212     | 310.184     | 312.194     |
| 8      | 336.474     | 378.725     | 425.197     |
| 9      | 173.482     | 165.903     | 174.239     |
| 10     | 282.308     | 315.619     | 327.115     |
| 11     | 225.840     | 275.241     | 307.940     |

| Bezirk | Zensus 1996 | Zensus 2006 | Zensus 2016 |
| ------ | ----------- | ----------- | ----------- |
| 12     | 189.625     | 248.048     | 241.831     |
| 13     | 245.142     | 245.724     | 248.952     |
| 14     | 394.611     | 483.432     | 515.795     |
| 15     | 622.517     | 642.526     | 641.279     |
| 16     | 298.410     | 291.169     | 268.406     |
| 17     | 287.367     | 256.022     | 273.231     |
| 18     | 296.243     | 317.188     | 419.882     |
| 19     | 227.389     | 247.815     | 261.027     |
| 20     | 356.079     | 335.634     | 365.259     |
| 21     | 188.890     | 159.793     | 186.821     |
| 22     | 56.020      | 108.674     | 176.347     |
| ∑      | 6.758.885   | 7.797.520   | 8.693.706   |

### Klima
In der iranischen Hauptstadt herrscht semiarides Kontinentalklima (nach der Klassifikation von Köppen und Geiger: Bsk). Es variiert stark abhängig von der Höhe über dem Meeresspiegel. Der hoch gelegene Norden Teherans erfreut sich kühlerer Temperaturen als der südliche Teil der Stadt, der am Rand der zentraliranischen Wüstenregionen liegt.
Die Sommer sind trocken und heiß. Die Durchschnittswerte für den Juli liegen im Süden der Stadt bei über 30 °C (im Norden um die 25 °C). Die Winter sind kalt (im Norden im Januar 2 °C, im Süden 5 °C). Oft schneit es im Norden und Westen Teherans, während im Süden der Stadt die Sonne scheint.
Es fällt insgesamt wenig Niederschlag, durchschnittlich 230 Millimeter pro Jahr. Die mittlere Durchschnittstemperatur beträgt 16,5 °C. Im Sommer steigen die Temperaturen bis auf 40 °C, aber die Sommernächte sind kühl.
Der kälteste Monat ist der Januar. Die Temperaturen fallen dann auf einen mittleren Wert von 2,2 °C, was statistisch etwa der durchschnittlichen Januar-Temperatur von Köln entspricht. Der wärmste Monat ist der Juli mit einem Durchschnittswert von 29,7 °C. Der meiste Niederschlag fällt zwischen Dezember und April mit 28 bis 37 Millimeter im Durchschnitt, der wenigste zwischen Juni und September mit einem bis drei Millimeter im Mittel.
|                        | Jan  | Feb  | Mär  | Apr  | Mai  | Jun  | Jul  | Aug  | Sep  | Okt  | Nov  | Dez  |   |       |
| Mittl. Temperatur (°C) | 3,0  | 5,3  | 10,3 | 16,4 | 22,1 | 27,5 | 30,4 | 29,2 | 25,3 | 18,5 | 11,6 | 5,6  | ⌀ | 17,2  |
| Mittl. Tagesmax. (°C)  | 7,2  | 9,9  | 15,4 | 21,9 | 28,0 | 34,1 | 36,8 | 35,4 | 31,5 | 24,0 | 16,5 | 9,8  | ⌀ | 22,6  |
| Mittl. Tagesmin. (°C)  | −1,1 | 0,7  | 5,2  | 10,9 | 16,1 | 20,9 | 24,0 | 23,0 | 19,2 | 12,9 | 6,7  | 1,3  | ⌀ | 11,7  |
|                        |      |      |      |      |      |      |      |      |      |      |      |      |   |       |
| Niederschlag (mm)      | 37,2 | 34,0 | 37,4 | 27,8 | 15,2 | 2,9  | 2,5  | 1,4  | 0,9  | 13,7 | 20,6 | 36,3 | Σ | 229,9 |
|                        |      |      |      |      |      |      |      |      |      |      |      |      |   |       |
| Sonnenstunden (h/d)    | 5,5  | 6,4  | 6,5  | 7,4  | 9,3  | 11,5 | 11,2 | 10,8 | 10,1 | 8,1  | 6,8  | 5,5  | ⌀ | 8,3   |
|                        |      |      |      |      |      |      |      |      |      |      |      |      |   |       |
| Regentage (d)          | 10,0 | 9,0  | 11,0 | 10,0 | 8,0  | 3,0  | 2,0  | 1,0  | 1,0  | 4,0  | 5,0  | 8,0  | Σ | 72    |
|                        |      |      |      |      |      |      |      |      |      |      |      |      |   |       |
| Luftfeuchtigkeit (%)   | 65   | 57   | 47   | 39   | 33   | 24   | 24   | 24   | 25   | 36   | 47   | 61   | ⌀ | 40,1  |

| −1,1 |

| 0,7 |

| 5,2 |

| 10,9 |

| 16,1 |

| 20,9 |

| 24,0 |

| 23,0 |

| 19,2 |

| 12,9 |

| 6,7 |

| 1,3 |

| −1,1 |

| 0,7 |

| 5,2 |

| 10,9 |

| 16,1 |

| 20,9 |

| 24,0 |

| 23,0 |

| 19,2 |

| 12,9 |

| 6,7 |

| 1,3 |

## Geschichte

### Ursprung

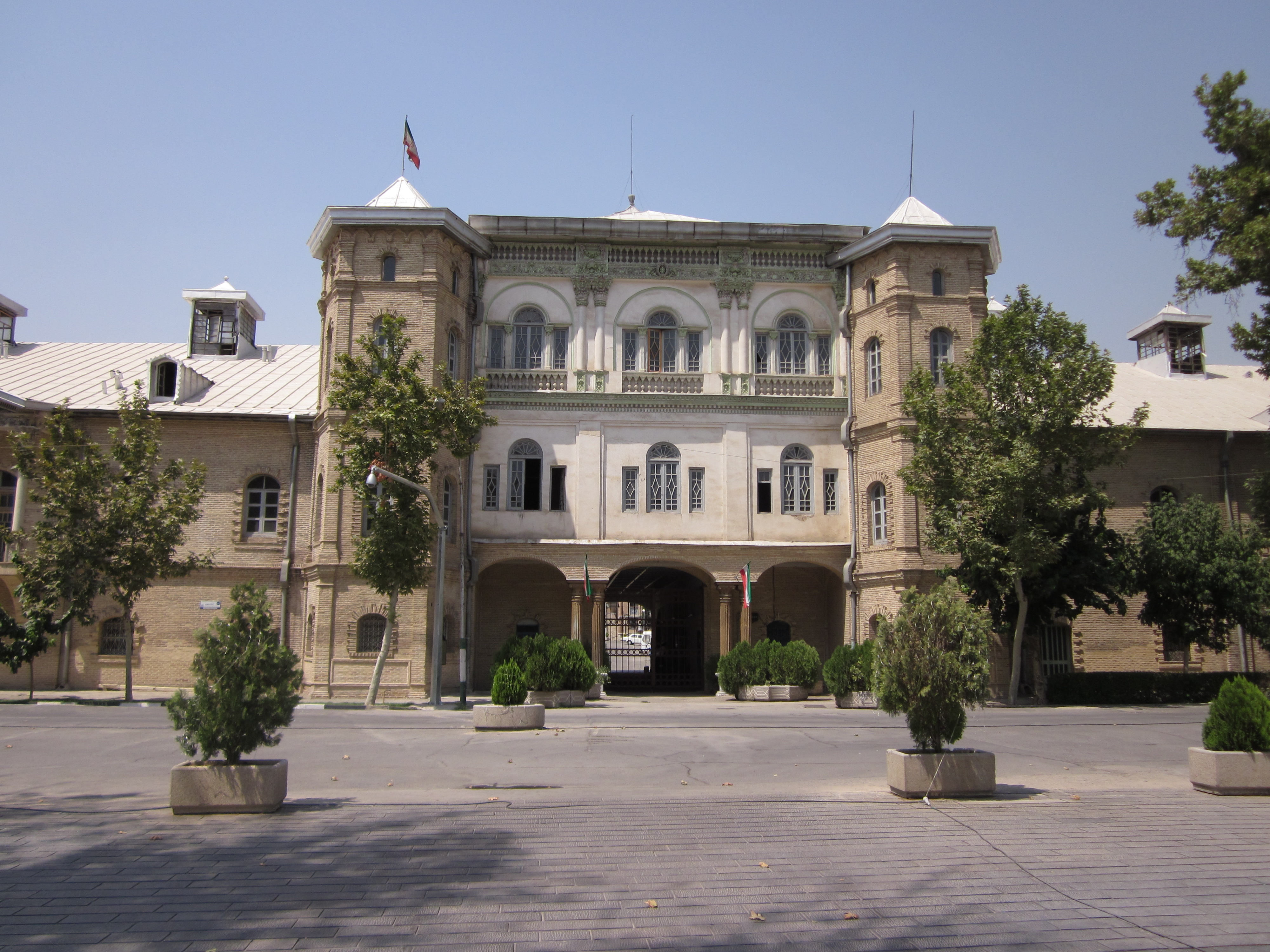
Das Außenministerium in Teheran, ein restauriertes Gebäude der Kadscharenzeit

Den ersten Hinweis auf Teheran – damals noch eine unbedeutende Obstgärten-Siedlung in der Nähe der wichtigen Stadt Rey – stellt die entsprechende Nisbe im Namen des 874/75 oder 884/85 verstorbenen Gelehrten Abu Abdallah Muhammad ibn Hammad at-Tehrani ar-Razi dar. Der Ort selbst, dessen Bewohner zum Teil in unterirdischen oder halbunterirdischen Gängen und Höhlen lebten, wurde erstmals in Ibn Balchis Fars-nama erwähnt. In diesem zwischen 1108 und 1116 entstandenen Werk findet sich (wie noch oft in der Geschichte) eine Angabe zur ausgezeichneten Qualität der Granatäpfel, die in Teheran angebaut wurden.
Teheran gehörte zu den Reichen der Buyiden und Seldschuken, denen Rey zeitweilig als Residenz diente. Im 13. Jh. wurde der Ort mit seinem bedeutenden Markt unter anderem von Yaqut beschrieben, bevor 1220 Rey von den Mongolen erobert wurde und seine Bewohner in der unterirdischen Siedlung Schutz suchten. Die damals erfolgte Zerstörung Reys hatte zur Folge, dass Teheran sich allmählich zu einer Stadt entwickelte, die 1340 von Mustaufi als klein, aber wichtig beschrieben wurde.

### Safawiden und Zand-Fürsten
Teheran entwickelte sich erst während der Regierung der Safawiden zu einer Stadt. Die Siedlung und ihre Zitadelle, der spätere Golestanpalast, wurden unter Tahmasp I. (1513–1576) mit einer Mauer umgeben. Tahmasp war 1524 im Alter von nur zehn Jahren als Nachfolger seines Vaters, Ismail I. (1501–1524), zum zweiten Schah der Safawidendynastie gekrönt worden.
Unter Abbas I. (1571–1629), der zeitweise in Teheran residierte, entstanden breite Straßen und Alleen. Auch Karim Khan-e Zand (1705–1779), Gründer der kurzlebigen Dynastie der Zand-Fürsten, nutzte die Stadt zeitweilig als Residenz. Er ließ einen Palast bauen und die Stadtmauer wegen der Bedrohung durch die Kadscharen verstärken. Trotz militärischer Erfolge gegen die Kadscharen – er tötete deren Anführer Mohammed Hassan Khan und nahm seinen Sohn Agha Mohammed Khan (1742–1797) als Geisel – verlegte er seine Residenz aus Sicherheitsgründen wieder zurück nach Schiras.

### Kadscharen

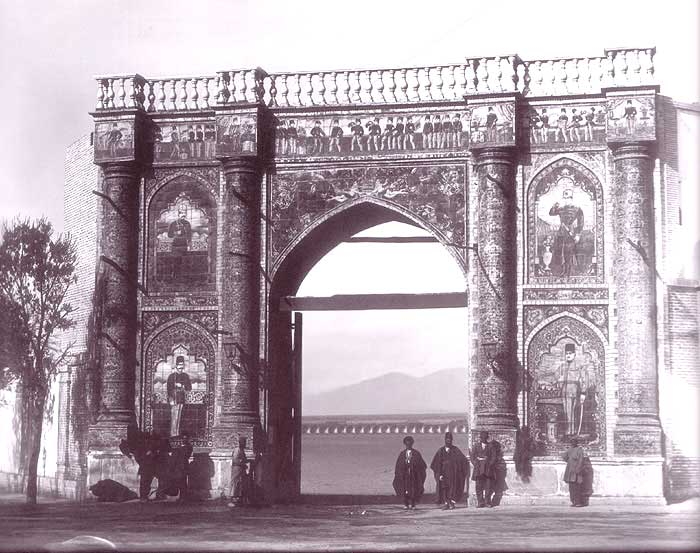
Meydan-e maschq

Trotz der Umwallung unter den Safawiden und Zand-Fürsten blieb Teheran zunächst eine Provinzstadt. Dies änderte sich schlagartig mit dem Tod von Karim Khan 1779. Aga Mohammed Khan konnte sich nun aus der Gefangenschaft befreien und mit Hilfe der Kadscharen die Macht übernehmen.
1788 nahm er den letzten Regenten der Zand-Dynastie, Lotf Ali Khan (1769–1794), gefangen und tötete ihn. Ein Jahr später verlegte er seine Residenz nach Teheran. Dort krönte er sich im Frühjahr 1796 zum Schah und begründete damit die Kadscharen-Dynastie. Um das Jahr 1800 zählte man etwa 15.000 Einwohner.
Unter seinem Nachfolger Fath Ali (1762–1834) entstanden zahlreiche Moscheen, Medressen und Paläste, unter anderem auch der Golestanpalast. Auch die Befestigungsmauer um die Stadt wurde teilweise restauriert. Der Kadscharenherrscher Nāser ad-Din Schāh (1831–1896) vergrößerte während seiner Regierungszeit das ursprüngliche Stadtgebiet um das Fünffache. Er ließ die alte Stadtmauer abreißen und durch eine neue mit prächtigen Stadttoren ersetzen. 1883 zählte man über 100.000 Einwohner. Damit wurde Teheran zur größten Stadt Persiens, bedingt auch durch die starke Zentralisierung des Landes.

### Pahlavis

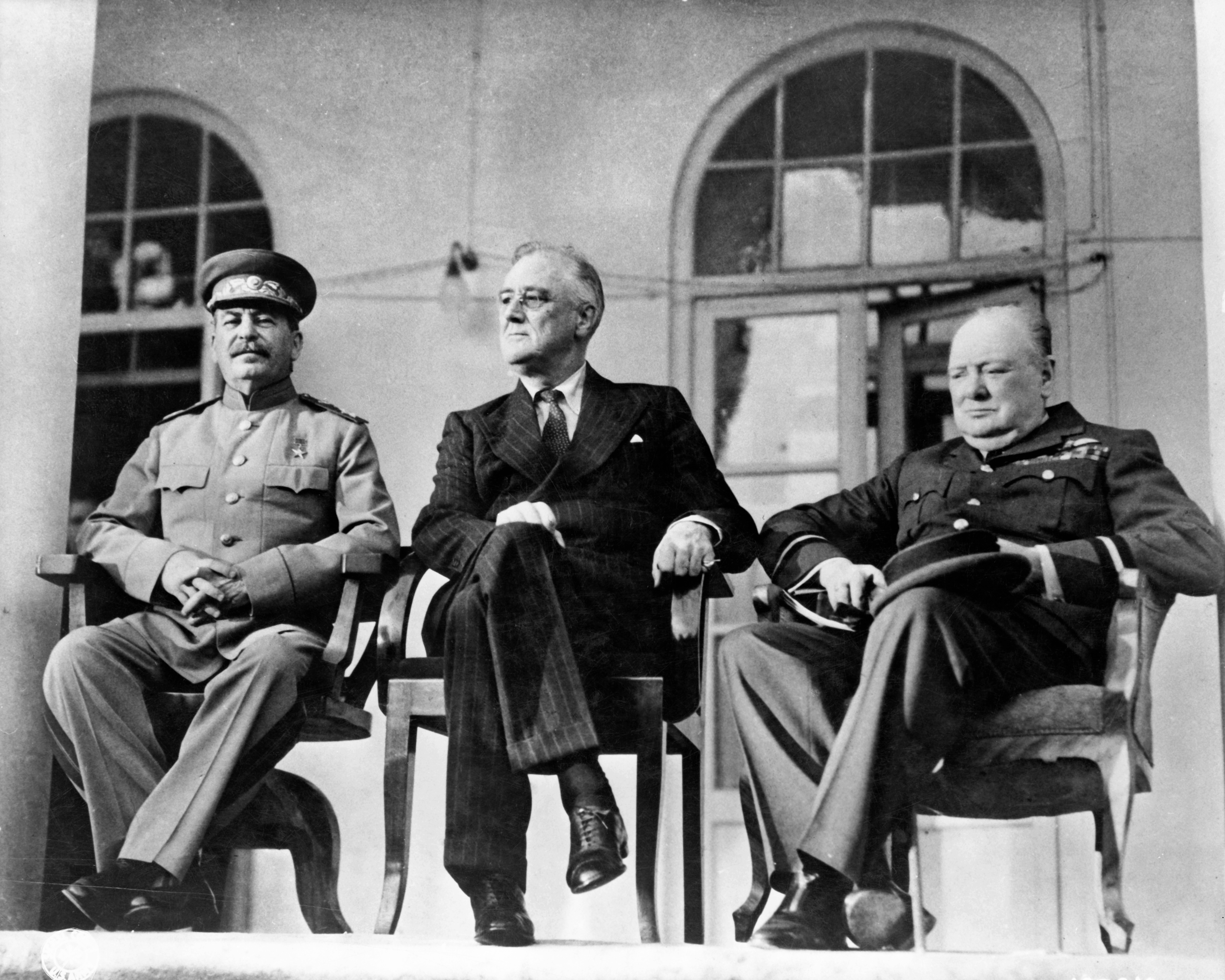
Von links nach rechts: Stalin, Roosevelt und Churchill 1943 in Teheran

Unter Reza Schah Pahlavi wurde die Stadt in den 1930er Jahren nochmals vergrößert, eine durchgehende Straße quer durch die Stadt gebaut und die alten Kadscharenansiedlungen eingeebnet. Die alte Befestigungsmauer riss man ab und baute ein neues geometrisches Straßennetz. Durch die Transiranische Eisenbahn wurde Teheran mit dem Kaspischen Meer und dem Persischen Golf verbunden.
Nachdem 1941 britische und sowjetische Truppen gemeinsam Iran besetzt und dort Mohammad Reza Pahlavi zur Macht verholfen hatten, war der als Persischer Korridor bekannt gewordene Versorgungsweg in die Sowjetunion eröffnet worden und machte 1942 auch die Verlegung der exil-polnischen Anders-Armee nach Iran möglich. Im Zuge dieser Verlegung kamen auch viele polnische Waisenkinder nach Iran, für die 1942 in Teheran ein Camp eingerichtet worden war. Nachdem die Jewish Agency for Israel mitbekommen hatte, dass sich unter diesen Waisenkindern viele jüdische Kinder befanden, richtete sie für diese mit Unterstützung der Teheraner jüdischen Gemeinde ein eigenes Lager ein. In diesem Camp, das als Jüdisches Waisenhaus bekannt wurde und die später so genannten Teheran-Kinder beherbergte, lebten im August 1942 612 Kinder, 100 davon zehn Jahre alt oder jünger. 80 weitere Kinder kamen im Laufe des nächsten Monats noch hinzu. Anfang 1943 konnten die Kinder des Camps über den See- und Landweg nach Palästina reisen, wo sie am 18. Februar 1943 das Flüchtlingslager Atlit im Norden Palästinas erreichten. Die Teheran-Kinder waren die größte Gruppe von Holocaust-Überlebenden, die während des Zweiten Weltkriegs in Palästina ankamen.
Bedeutend war die Teheran-Konferenz von Churchill, Roosevelt und Stalin in der Zeit vom 28. November bis 1. Dezember 1943. Thema war in erster Linie die Absprache über die weitere Vorgehensweise auf dem europäischen Kriegsschauplatz im Jahre 1944 und die Zeit nach einem Sieg der Alliierten im Zweiten Weltkrieg.
In den 1960er und 1970er Jahren wurde während der Regierung von Schah Mohammad Reza Pahlavi das Straßennetz erweitert. Zu den dauerhaften Leistungen des Schahs zählen die Ansiedlung von Industrie und die Schaffung einer modernen Infrastruktur.
Das Bevölkerungswachstum war durch Landflucht und eine hohe Geburtenziffer enorm. 1966 lebten in Teheran 2,7 Millionen Menschen. Im Jahre 1976 ergab eine Volkszählung bereits 4,5 Millionen Einwohner.

### Islamische Republik

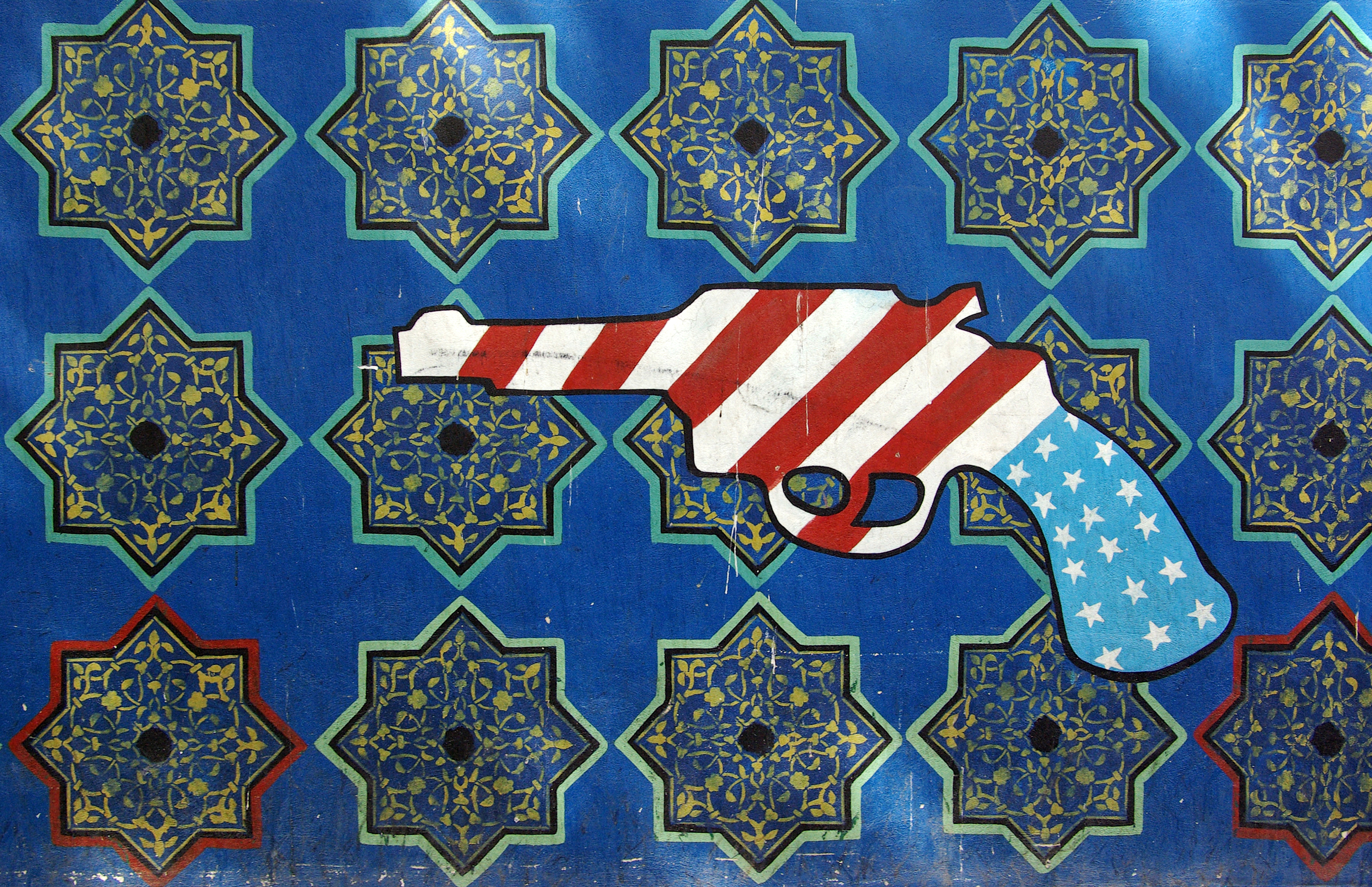
Nach der Geiselnahme von Teheran wurden die Mauern der ehemaligen US-Botschaft mit Anti-US-Propaganda bemalt.

1978 kam es im Vorfeld der Islamischen Revolution in Teheran zu Unruhen, die schließlich mit dem Sturz des Schahs endeten, worauf im Februar 1979 Ruhollah Chomeini (1902–1989) zurückkehrte und die Islamische Republik Iran proklamierte. In der Folge wurde die Botschaft der USA besetzt (Geiselnahme von Teheran).
Im Ersten Golfkrieg (1980–1988) war Teheran Ziel irakischer Luft- und Raketenangriffe. Am 22. September 1980 bombardierte die irakische Luftwaffe erstmals die Hauptstadt. 1985 begann der sogenannte „Städtekrieg“. Dabei wurde Teheran mehrmals von ballistischen Raketen des Irak getroffen. Der größte Teil der Opfer, die bei den Angriffen starben, waren Zivilisten.
Am 21. Oktober 1996 zählte Teheran bei der Volkszählung 6,8 Millionen Einwohner. Am 1. Juli 2004 lebten nach einer offiziellen Schätzung des „Statistischen Zentrums Irans“ 7,1 Millionen Menschen in der Hauptstadt.
Nach dem schweren Erdbeben in Bam 2004 wurde wieder über eine Verlagerung des Regierungssitzes von Teheran in eine weniger erdbebengefährdete Region nachgedacht. Jedoch beschloss man, die Stadt durch bauliche Maßnahmen erdbebensicherer zu machen, statt den Regierungssitz zu verlegen.
Am 7. Juni 2017 wurde Teheran Ziel eines Doppelanschlags mit 18 Toten.
Aufgrund von jahrelanger Dürre bzw. Wasserknappheit wurden im Jahr 2025 Fabriken, Behörden und Schulen in Teheran zeitweise geschlossen. Iranische Spitzenpolitiker erwägen eine Verlegung der Hauptstadt. In den iranischen Provinzen am Kaspischen Meer gibt es keine Probleme mit der Wasserversorgung.

### Einwohnerentwicklung

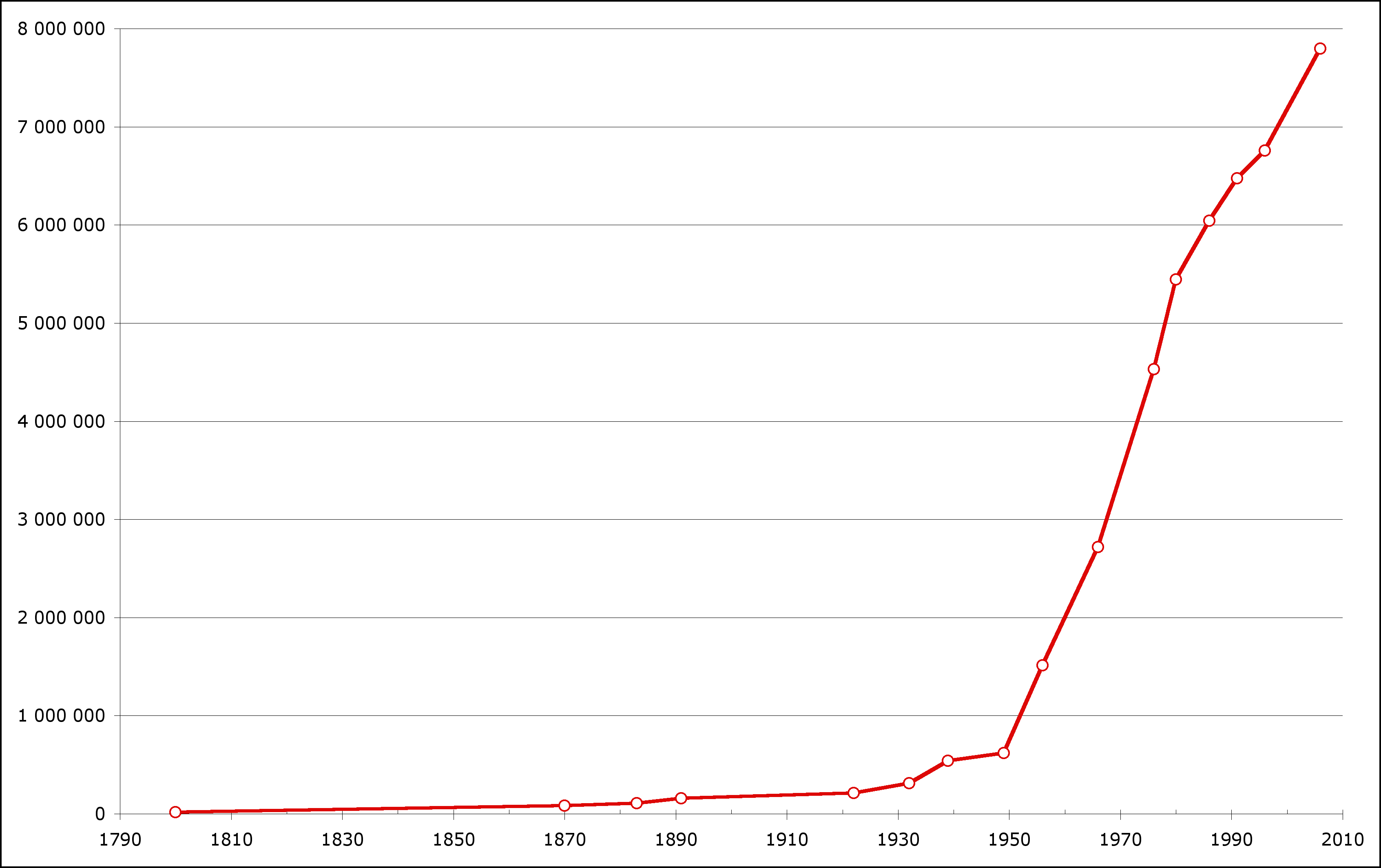
Einwohnerentwicklung

Die Bevölkerungszahl Teherans hat sich rasch vergrößert. Lebten 1800 erst 15.000 Menschen in der Stadt, so überschritt die Einwohnerzahl der Stadt 1883 bereits die Grenze von 100.000, womit sie zur Großstadt wurde. Bis 1956 stieg sie auf 1,5 Millionen und bis 2006 – bedingt durch Eingemeindungen zahlreicher Vororte und Zuzug von Migranten aus dem Umland – auf 7,8 Millionen. 2012 wurden nach Berechnungen bereits knapp 8,8 Millionen registriert. Die Bevölkerungsdichte in der Stadt beträgt 10.877 Einwohner pro Quadratkilometer. In der Metropolregion lebten 2006 13,4 Millionen Menschen (Volkszählung 2006) und 2012 nach Berechnungen bereits mehr als 15,1 Millionen. Die Bevölkerungsdichte liegt bei 713 Einwohnern pro Quadratkilometer.
Die folgende Übersicht zeigt die Einwohnerzahlen nach dem jeweiligen Gebietsstand. Bis 1870 handelt es sich um Schätzungen und von 1883 bis 2006 um Volkszählungsergebnisse. Die Einwohnerzahlen beziehen sich auf die eigentliche Stadt ohne den Vorortegürtel.
| Jahr | Einwohner |
| ---- | --------- |
| 1800 | 15.000    |
| 1870 | 85.000    |
| 1883 | 106.482   |
| 1891 | 160.000   |
| 1922 | 210.000   |
| 1932 | 310.139   |
| 1939 | 540.087   |
| 1949 | 618.976   |

| Jahr | Einwohner |
| ---- | --------- |
| 1956 | 1.512.082 |
| 1966 | 2.719.730 |
| 1976 | 4.530.223 |
| 1980 | 5.443.721 |
| 1986 | 6.042.584 |
| 1991 | 6.475.527 |
| 1996 | 6.758.845 |
| 2006 | 7.797.520 |
| 2016 | 8.693.706 |

### Entwicklung der Wohnsituation

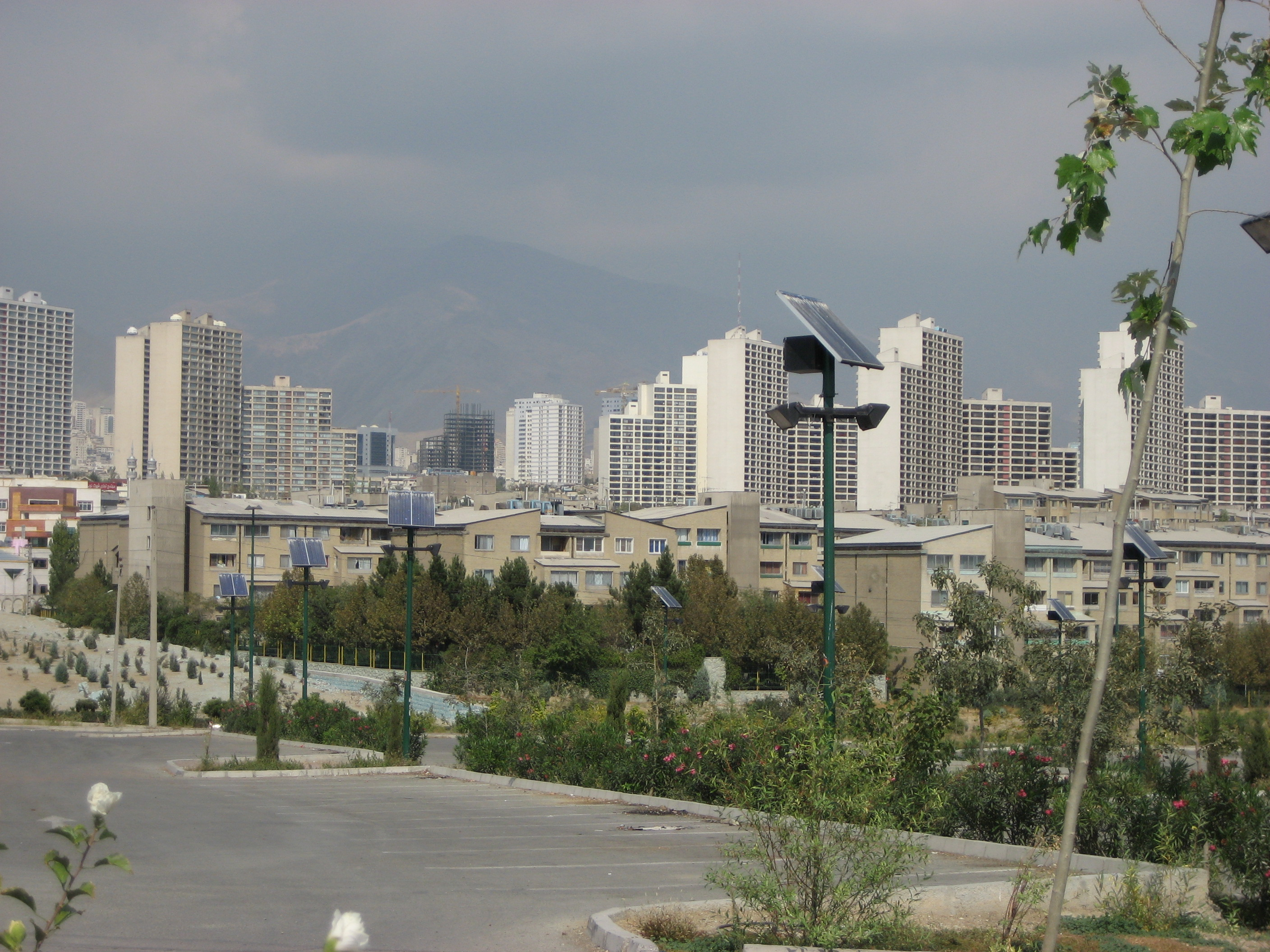
Schahrak-e Gharb

Nach dem „globalen Plan für Teheran“ sollte während der Regierung von Schah Mohammad Reza Pahlavi nach dem Vorbild Manhattans in der Gegend Abbasabad ein Hochhausviertel als das neue Finanz- und Geschäftszentrum Irans und des Mittleren Ostens erschaffen werden. Dieser Plan wurde nach der Islamischen Revolution von 1979 aufgegeben. Teilweise stehen diese Grundstücke (Araazie nosazie abbasabad zu deutsch ‚Grundstücke zum Neubau Abbasabads‘) immer noch brach oder werden nur langsam verbaut. Als der einzige noch vor der Revolution verwirklichte Stadtteil dieses Plans steht die Schahrak-e Gharb im Nordwesten der Stadt. Diese und die Hochhaussiedlung Ekbātān im Westen sind bis zum heutigen Tage die einzigen Stadtteile Teherans, die nach modernen urbanistischen Theorien geplant und gebaut wurden.
Nach der Revolution setzte sich die Landflucht nach Teheran fort und verstärkte sich durch die Flüchtlinge des Ersten Golfkriegs aus den Kriegsregionen im Westen und Südwesten Irans. Hinzu kamen noch hunderttausende afghanische Flüchtlinge, die nach Ausbruch des Bürgerkriegs in Afghanistan in Teheran Zuflucht und Arbeit suchten. Diese Entwicklungen und das völlige Fehlen eines staatlichen Wohnungsbaus und größerer privater Wohnungsbaugesellschaften führte zu Wohnungsnot und einem astronomischen Preisanstieg des Wohnraumes, der bis heute anhält.

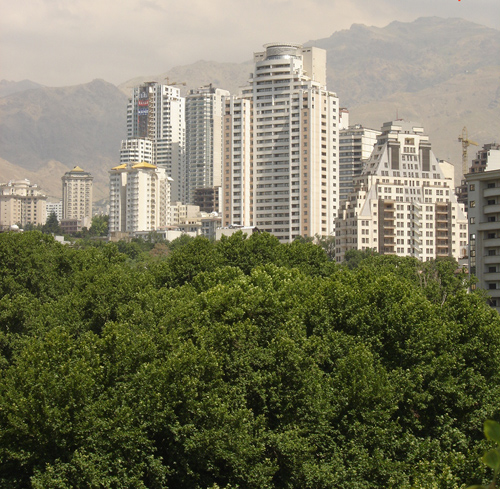
Wohngebäude in Elahiyeh

Die Wohnungsknappheit in der Stadt, die hohen Mieten und die Immobilienpreise führten zu einem explosionsartigen Bevölkerungsanstieg im preislich günstigeren Umland von Teheran. So verwandelten sich kleine Dörfer innerhalb weniger Jahre zu Großstädten ohne jegliche städtische Infrastruktur und Versorgungseinrichtungen. Als Beispiele zu dieser Entwicklung sind die Städte Eslam-Schahr im Südwesten, Varamin im Südosten und Schahr-e Ghods im Westen der Stadt zu nennen. Die 25 Kilometer westlich gelegene Stadt Karadsch und ihre Umgebung haben mittlerweile etwa drei Millionen Einwohner. Karadsch wird oft als die größte Schlafstadt der Welt bezeichnet.
In den 1990er Jahren sind neue Parks und Grünanlagen errichtet worden. Durch massiven Wohnungsbau von Grundstücksspekulanten in den Nobelvierteln Nordteherans sind allerdings viele Gartenanlagen und Villen zerstört worden. Diese Luxuswohnungen haben kaum Einfluss auf die Wohnungssituation der Stadtbevölkerung, weil sich nur wenige diese Wohnungen leisten können. Zudem stehen viele dieser Wohnungen jahrelang leer, weil viele Besitzer gar nicht an einer Bewohnung oder Vermietung interessiert sind, sondern auf einen höheren Wiederverkaufswert spekulieren.
In einer Rangliste der Städte nach ihrer Lebensqualität belegte Teheran im Jahre 2018 den 200. Platz unter 231 untersuchten Städten weltweit.

## Politik

### Stadtregierung
Bürgermeister von Teheran ist Alireza Zakani, der seit 2021 Nachfolger von Piruz Hanatschi, englisch transkribiert Pirouz Hanachi (persisch پیروز حناچی, DMG Pīrūz Ḥanāčī), ist. Zuvor hatte 2005 Mohammad Bagher Ghalibaf das Amt von Mahmud Ahmadineschad, der seit 2003 die Stadt regiert hatte, übernommen. Bei den Stadtratswahlen am 28. Februar 2003, es waren die zweiten seit 1999, wurde Ahmadineschad bei extrem geringer Wahlbeteiligung (in Höhe von zwölf Prozent) zum Bürgermeister der Hauptstadt Teheran gewählt. Um bei den Präsidentschaftswahlen 2005 zu kandidieren, trat er von seinem Amt zurück. Er war vom 3. August 2005 bis zum 3. August 2013 sechster Präsident der Islamischen Republik Iran. Sein Nachfolger in diesem Amt ist Hassan Rohani.
Der „Islamische Stadtrat von Teheran“ besteht aus 15 Abgeordneten. Er hat die Aufgabe, den gewählten Bürgermeister zu bestätigen und das Budget zu beschließen. Alle Mitglieder gehörten bis 2006 der ‚Koalition der Erbauer des islamischen Irans‘ (Etelaf-e Abadgaran-e Iran-e islami) an. Präsident Mahmud Ahmadineschad wird politisch dieser Gruppe zugerechnet.
Bei den Kommunalwahlen vom 15. Dezember 2006 wurde mit rund 60 Prozent eine außergewöhnlich hohe Wahlbeteiligung erreicht, die den Trend der letzten Jahre beendete. Das Ergebnis war eine Niederlage für die Radikalislamisten um den Präsidenten Ahmadineschad, dies trotz der Kandidatenselektion durch den Wächterrat. Im Teheraner Stadtrat schnitten die Kandidaten aus dem Präsidentenlager mit zwei Vertretern deutlich schlechter ab als die Konservativen und auch die Reformer. Die Technokraten um Ghalibaf kamen auf acht Sitze. Die Reformer bildeten mit vier Sitzen die zweitstärkste Fraktion. Ein Sitz ging an einen unabhängigen Kandidaten, der den gemäßigten Technokraten nahesteht.
In den Stadtrat gewählt wurden bekannte Persönlichkeiten wie Mohammad-Ali Nadschafi (früherer Vizepräsident unter Mohammad Chatami und Bildungsminister unter Akbar Hāschemi Rafsandschāni), Ahmed Masdsched Dschamei (früherer Kulturminister und Berater unter Chatami), Masoumeh Ebtekar (frühere Vizepräsidentin unter Chatami und Sprecherin der iranischen Studenten während der Geiselnahme von Teheran), Hadi Saei Bonehkohal (Olympiasieger im Taekwondo bei den Olympischen Sommerspielen 2004), Rasoul Khadem (Olympiasieger im Ringen bei den Olympischen Sommerspielen 1996) sowie Alireza Dabir (Olympiasieger im Ringen bei den Olympischen Sommerspielen 2000). Parvin Ahmadineschad, Schwester von Präsident Mahmud Ahmadineschad, errang für die Liste mit dem Namen „Der süße Duft des Dienstes“ einen Sitz im Stadtrat.
Folgende fünfzehn Kandidaten wurden 2006 in den Stadtrat von Teheran gewählt:
| Rang | Name                     | Fraktion       | Stimmen | Prozent |
| ---- | ------------------------ | -------------- | ------- | ------- |
| 1    | Mehdi Tschamran          | Ghalibaf       | 603.766 | 36,45   |
| 2    | Morteza Talaei           | Ghalibaf       | 539.761 | 32,58   |
| 3    | Rasoul Khadem            | Ghalibaf       | 427.097 | 25,78   |
| 4    | Abbas Scheibani          | Ghalibaf       | 394.457 | 23,81   |
| 5    | Hadi Saei Bonehkohal     | Reformer       | 384.358 | 23,20   |
| 6    | Hamzeh Schakib           | Ghalibaf       | 330.233 | 19,93   |
| 7    | Alireza Dabir            | Unabhängiger   | 306.729 | 18,52   |
| 8    | Parvin Ahmadineschad     | Ahmadineschad  | 242.501 | 14,64   |
| 9    | Masoumeh Ebtekar         | Reformer       | 232.959 | 14,06   |
| 10   | Ahmed Masdsched Dschamei | Reformer       | 216.015 | 13,04   |
| 11   | Mohammad-Ali Nadschafi   | Reformer       | 202.700 | 12,24   |
| 12   | Masoume Abad             | Ghalibaf       | 201.754 | 12,18   |
| 13   | Hassan Bayadi            | Ghalibaf       | 200.397 | 12,10   |
| 14   | Chosrow Daneschdschu     | Ahmadinedschad | 200.175 | 12,08   |
| 15   | Habib Kaschani           | Ghalibaf       | 197.284 | 11,91   |

### Städtepartnerschaften
Teheran unterhält mit folgenden Städten Partnerschaften. In Klammern steht das Jahr der Etablierung.
- Seoul, Südkorea (1963)
- Los Angeles, Vereinigte Staaten (1972)
- London, Vereinigtes Königreich (1993)
- Havanna, Kuba (2001)
- Pretoria, Südafrika (2002)
- Moskau, Russland (2004)
- Caracas, Venezuela (2005)
- Duschanbe, Tadschikistan (2006)
- Minsk, Belarus (2006)
- Peking, Volksrepublik China (2006)
- Dubai, Vereinigte Arabische Emirate (2012)
- Ankara, Türkei (2013)
- Tiflis, Georgien (2015)
- Budapest, Ungarn (2015)
- Jerewan, Armenien (2023)

## Kultur und Sehenswürdigkeiten

### Religionen

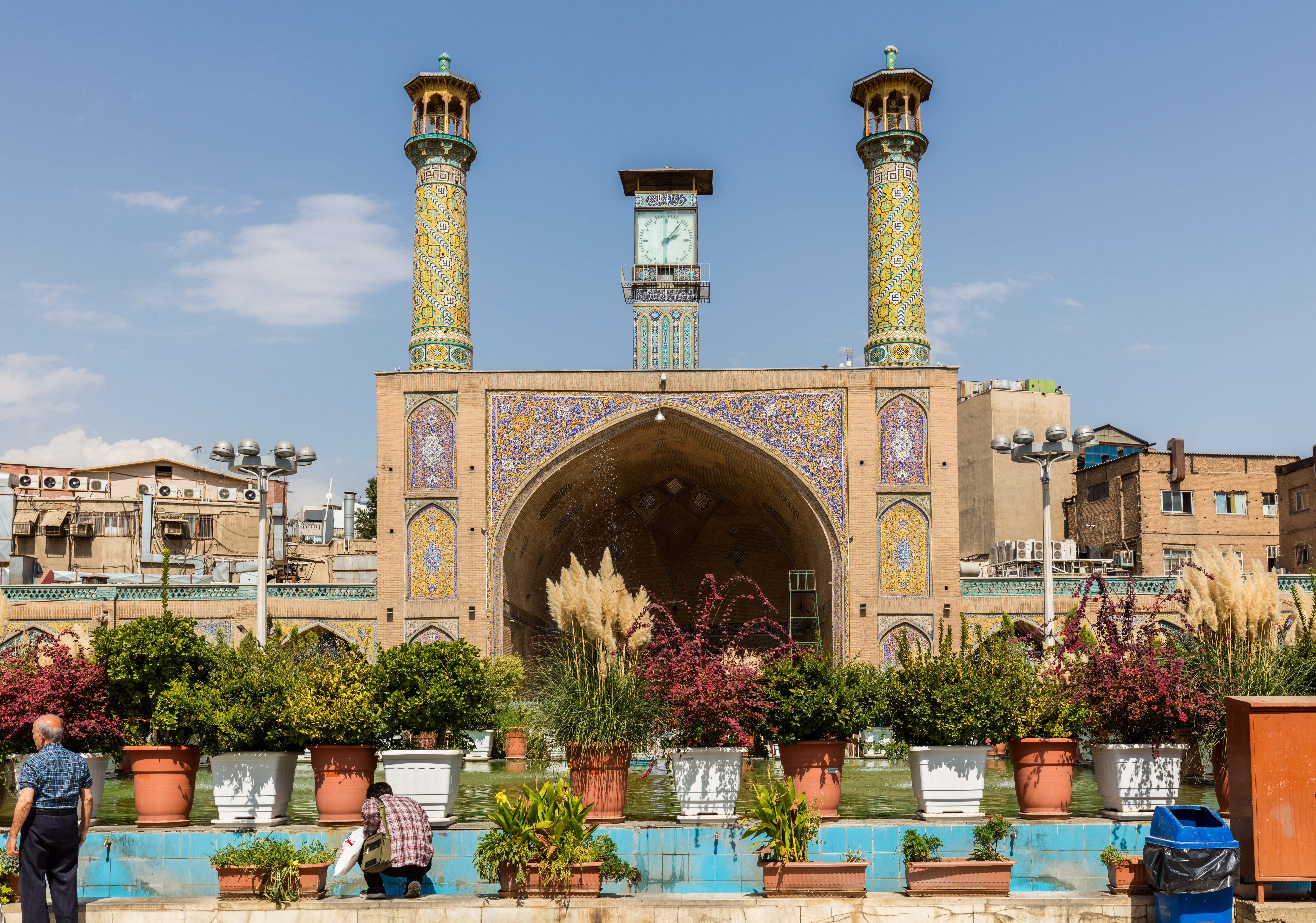
Schah-Moschee

96 Prozent der 8,2 Millionen Einwohner Teherans (2016) sind Muslime. Der zwölfer-schiitische Islam ist seit 1501 Staatsreligion. Die größte religiöse Minderheit bilden die rund 200.000 entrechteten Bahai (2,8 Prozent) in Teheran (siehe auch: Verfolgung der Bahai). Daneben gibt es Orientchristen, deren Zahl nach der Revolution von 1979 jedoch stark zurückgegangen ist.

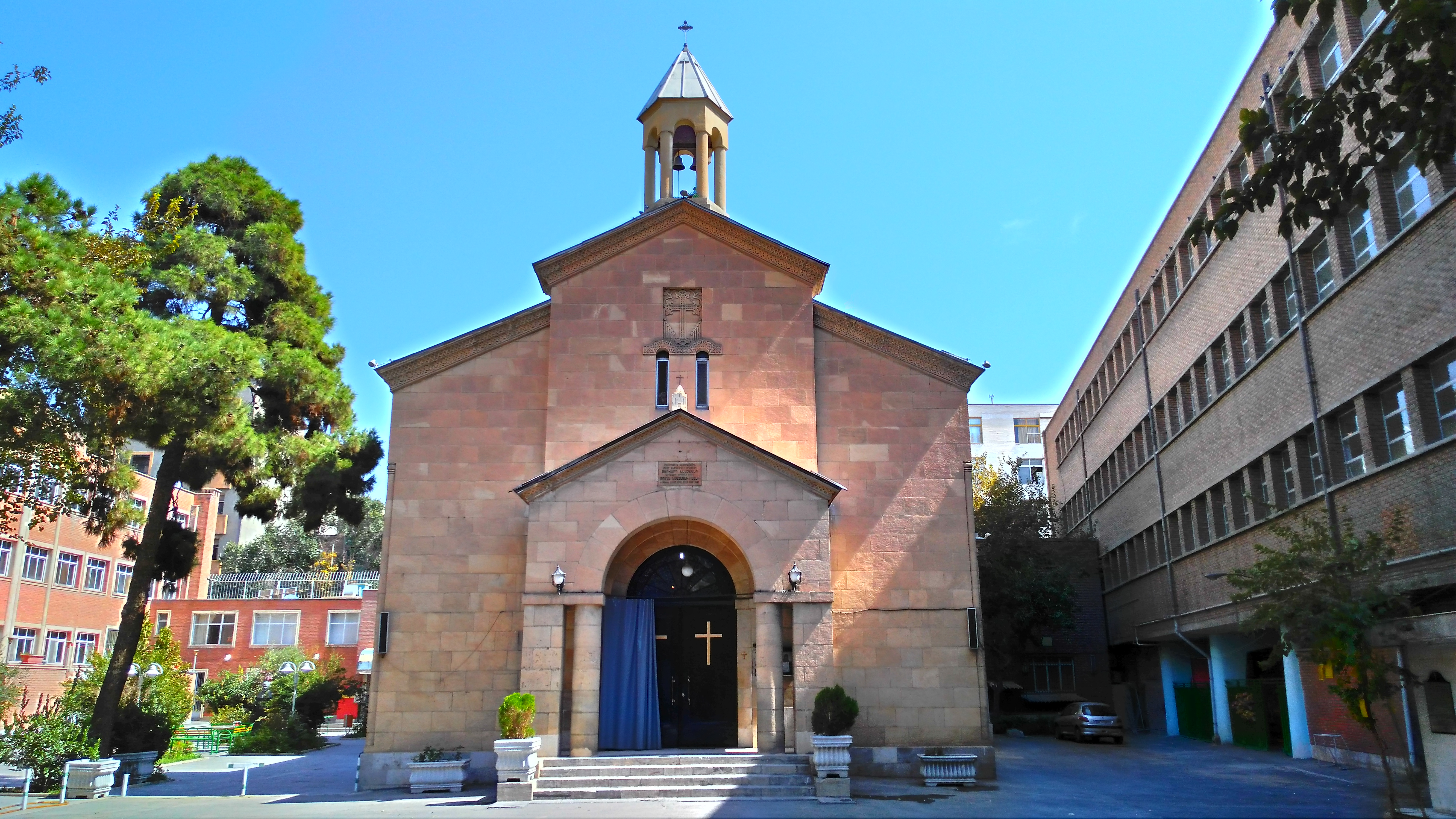
Marienkirche

Die größte christliche Gemeinde Teherans stellen die circa 60.000 Armenier (0,8 Prozent), die traditionell in den Vierteln Vanak, Majidijeh und Haft-e Tir leben. Sie gehören mehrheitlich der Armenischen Apostolischen Kirche an, doch gibt es auch armenische Katholiken und Mitglieder der Armenischen Evangelischen Kirche. Die armenische Minderheit unterhält in der Stadt zahlreiche Kultur- und Sportstätten, unter anderem den berühmten Ararat-Sportkomplex und zahlreiche Bibliotheken sowie die armenischen Grund-, Mittel- und Oberschulen Nevart Gulbenkian, Alischan, Maryam und Marie Manoukian. Außerdem unterhält die armenisch-apostolische Diözese, die ihren Sitz in der Sankt-Sarkis-Kathedrale hat und für die Gläubigen im mittleren Teil Irans um Teheran verantwortlich ist, 42 Kirchen. Der armenisch-apostolische Erzbischof von Teheran Sepuh Sargsjan gibt im November 2016 die Zahl der armenischen Kirchen in der Hauptstadt mit elf an. Die ältesten Kirchen Teherans sind die armenische Kirche St. Thaddäus und Bartholomäus beim Großen Basar aus dem Jahre 1768 und die armenische Sankt-Georg-Kirche (Surp Kevork) in der Shahpur-Straße (Ghnemiyeh) aus dem Jahre 1795. Jüngeren Datums sind die 1854 errichtete Sankt-Minas-Kirche im Stadtteil Vanak, die Kirche der Heiligen Muttergottes von 1945 und die 1970 fertiggestellte Sankt-Sarkis-Kathedrale. Die armenisch-katholische Kirche des Heiligen Gregor des Erleuchters (Surp Grigor Lusavoritsch) in der Ghazali-Straße wurde 1955 gebaut, die Josephskirche am Mirdamad-Boulevard 1963.
Von den christlichen Assyrern leben in Teheran rund 10.000 Mitglieder der Assyrischen Kirche des Ostens (0,1 Prozent) mit der Kathedrale St. Georg (Mar Gevargiz) von 1961 und St. Marien (Mart Maryam, Sarbaz-Straße) von 1978 sowie 5000 chaldäische Katholiken (0,05 Prozent) mit ihrer Kathedrale St. Josef (Mar Yozef) von 1950, die beide dem ostsyrischen Ritus zuzuordnen sind und noch weitere Kirchen in der Stadt unterhalten. Eine kleine Gruppe sind auch die römisch-katholischen Katholiken. Das Erzbistum Teheran-Isfahan ist für ganz Iran zuständig. Die Hauptkirche des Erzbistums ist die Kathedrale der Consolata.
Daneben gibt es noch zahlreiche kleinere christliche Gemeinden, wie die georgisch-orthodoxe und die Russisch-Orthodoxe Kirche, sowie zahlreiche protestantische Gemeinden wie beispielsweise die Anglikanische Kirche von Persien, die Evangelisch-Presbyterianische Kirche in Iran oder die pfingstkirchliche Dschama'at-e Rabbani. Schließlich gibt es auch Diasporagemeinden wie die evangelische Gemeinde deutscher Sprache in der Christuskirche.
Die jüdische Gemeinde zählt (Stand 2021 bzw. 2000) circa 15.000–18.000 Mitglieder (0,2 Prozent). In Teheran gibt es heute etwa 25 aktive Synagogen und mindestens fünf koschere Metzgereien. Ebenso wie die Armenier unterhält auch die jüdische Gemeinde zahlreiche Bibliotheken und Schulen, in denen hebräisch gelehrt wird. Die berühmteste jüdische Schule Rāh-e Dānesch ist heute eine reine Mädchenschule und zählt zu den renommiertesten jüdischen Schulen des gesamten Nahen Ostens außerhalb Israels.
Eine ebenfalls wichtige religiöse Minderheit stellen die rund 10.000 Zoroastrier (0,1 Prozent), die traditionell in den Vierteln Qolhak und Umgebung leben. Auch sie unterhalten ihre Kulturvereine und besitzen zwei Feuertempel (Aataschkadeh).

### Theater
Das größte Theater der Stadt ist die Vahdat-Konzerthalle mit knapp 1.000 Sitzplätzen. Das heutige Talar-e Vahdat wurde 1967 als Opernhaus Rudaki-Halle (Heimat des Rudaki-Orchesters) erbaut, weitere Theater sind das Nasr (das älteste der Stadt) und das Parstheater.
Jedes Jahr im Januar findet seit 1983 das Fadschr-Theaterfestival in Teheran statt. Es war ursprünglich zu Ehren des Revolutionsführers und Ajatollahs Ruhollah Chomeini gegründet worden und löste das Musik- und Theaterfestival in Schiras ab. Das Fadschr (Morgenröte) dauert zehn Tage, so lange, wie Chomeini benötigte, um nach seiner Rückkehr aus dem Exil die Macht in Iran zu übernehmen. Von Paris kehrte er am 1. Februar 1979 nach Teheran zurück, am 11. Februar wurde die Regierung des bereits am 16. Januar 1979 geflohenen Schahs gestürzt. Seit 1999 nehmen auch internationale Künstler an diesem großen Theaterfestival teil.

### Museen

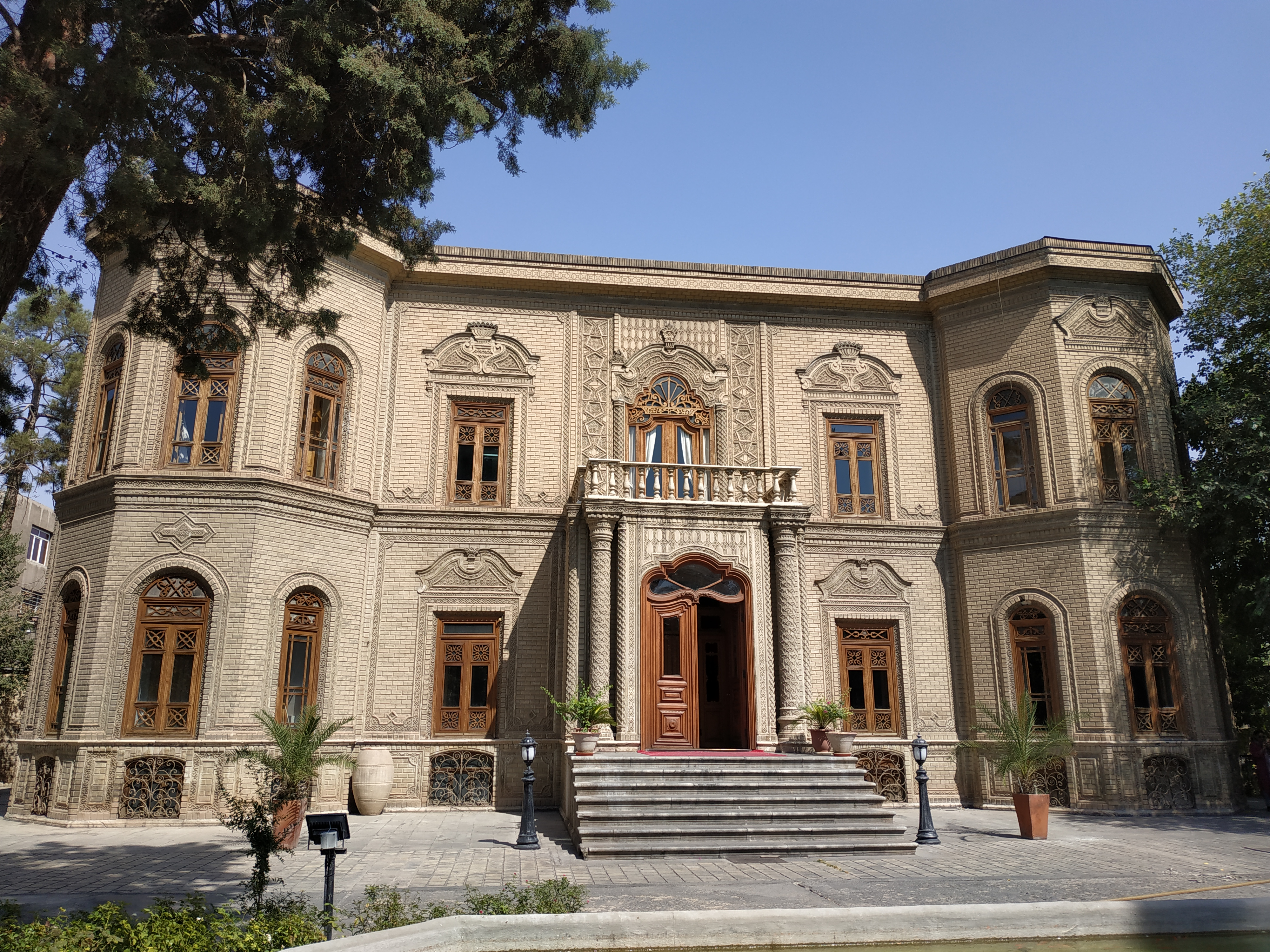
Das Glas- und Keramikmuseum

Bedeutende Museen der Hauptstadt sind das Museum für zeitgenössische Kunst, das Archäologische Museum, das Abgineh Museum mit einer Ausstellung iranischer Töpferkunst, das Reza-Abbasi-Museum mit einer Sammlung iranischer Kalligraphie und Gemälde sowie die Rassam Teppichkultur- und -kunstsammlung mit einer Teppichwebereischule. Weitere Museen sind das Nationalmuseum (Iran Bastan Museum) mit archäologischen Artefakten aus der vorislamischen Zeit Irans, das Anthropologische Museum, das Naturkundemuseum, das Museum für Islamische Kunst und das Museum für Glas und Keramik mit Schätzen aus Email, Kristall, Perlmutt, Gold und Lapislazuli.
Im Kronjuwelenmuseum in der Nationalbank werden große Mengen von Schmuckstücken und Edelsteinen aufbewahrt, unter anderem der mit Gold und Edelsteinen geschmückte Sonnenthron, der Darja-ye Nur-Diamant (Meer des Lichts) mit 182 Karat und der mit 51.363 Edelsteinen besetzte Juwelen-Globus mit einem Gewicht von 36,5 Kilogramm Feingold. Zur Sammlung gehören des Weiteren die Krone von Reza Schah Pahlavi aus dem Jahre 1924 mit knapp 4.000 Edelsteinen und einem Gesamtgewicht von 2,080 Kilogramm, die Krone der früheren Kaiserin Farah Pahlavi und der Kopfschmuck von Nadir Schah (1688–1747), bestehend aus einem großen Smaragd in der Mitte und einem Halbmond aus Diamanten mit 781 Karat.

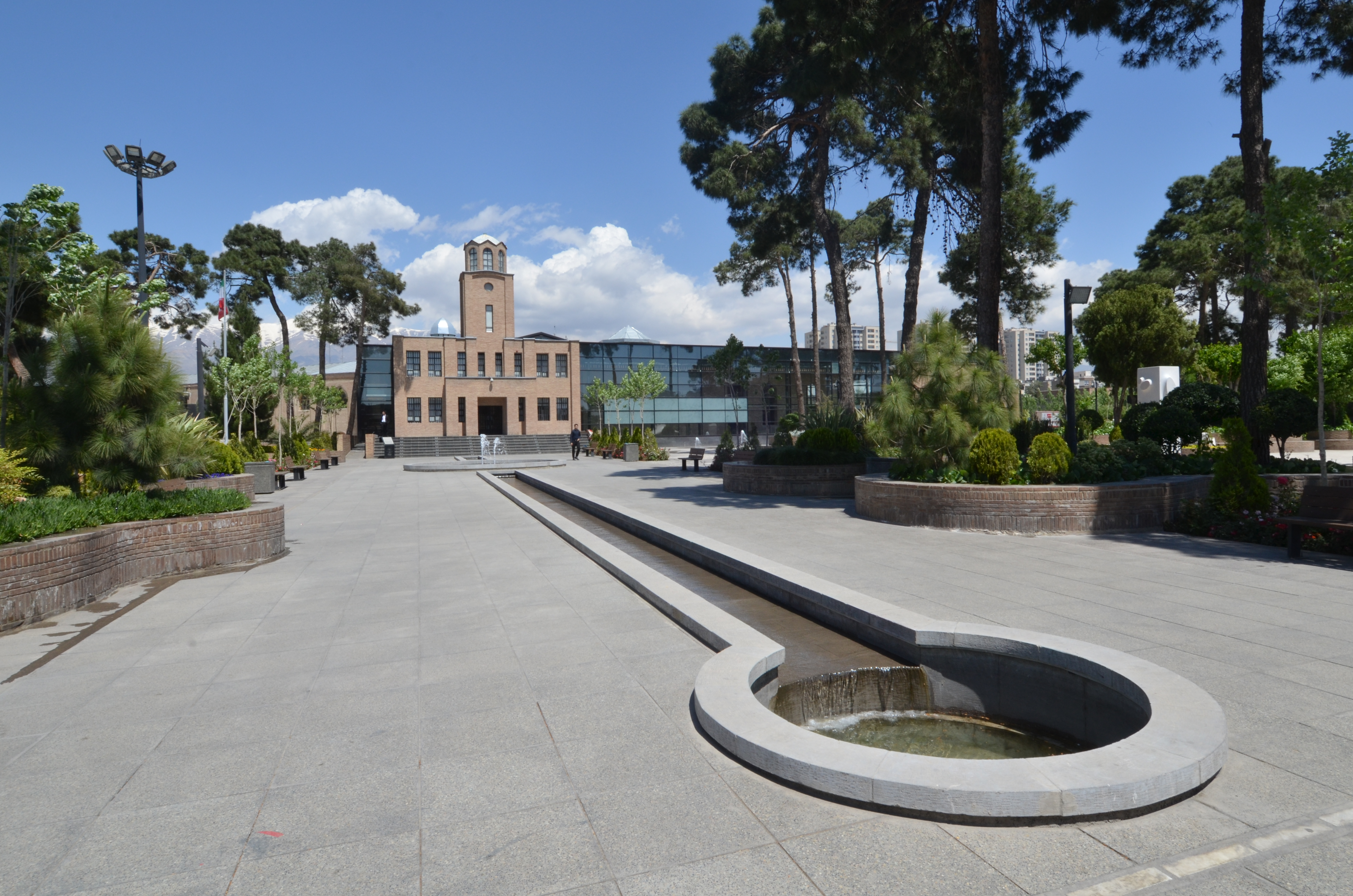
Das Museum Zendan-e Qasr, das „Gefängnis-Schloss“

Der historische Komplex Zendān-e Qasr ist ein ehemaliges Gefängnis.

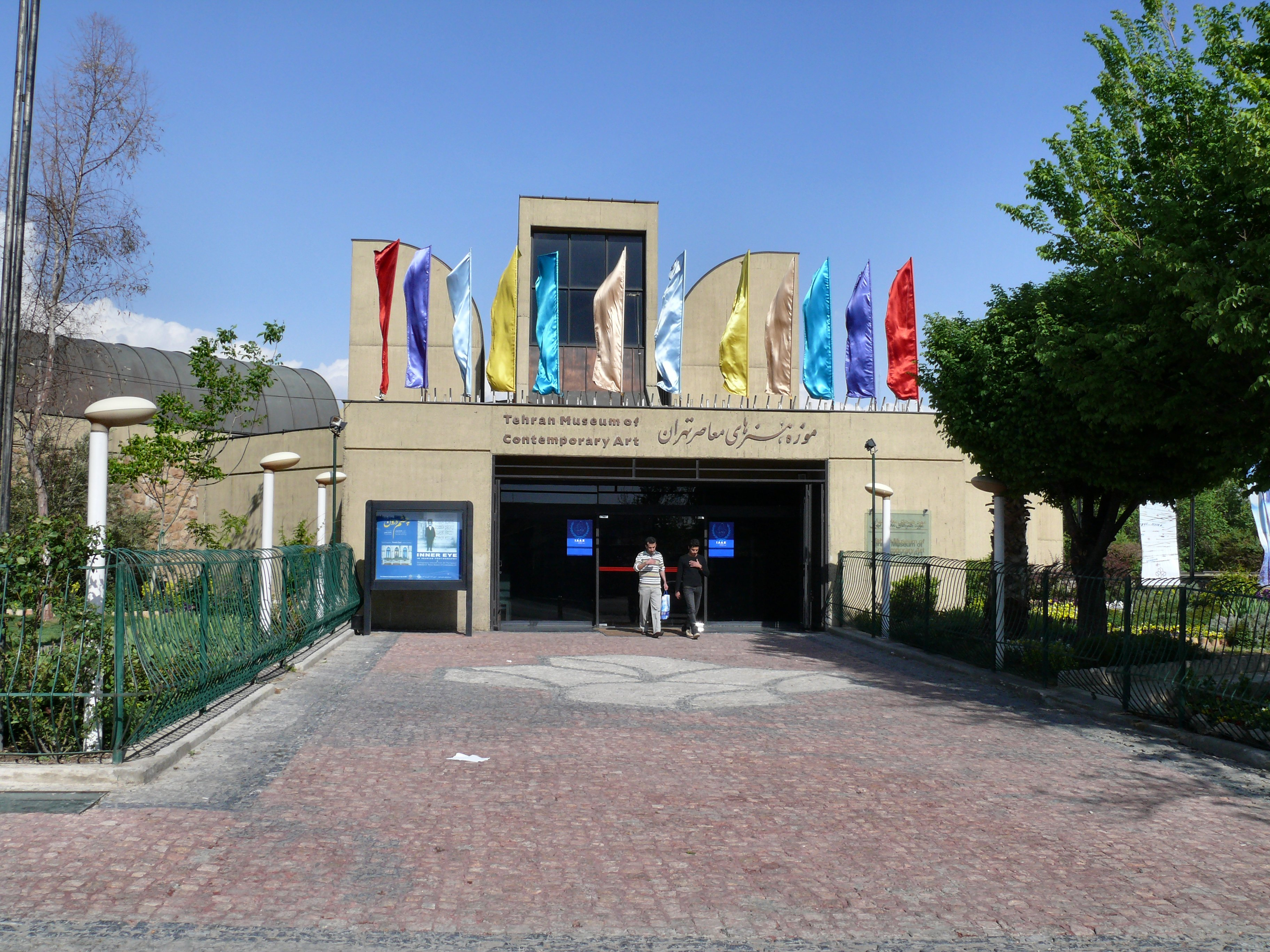
Das Museum für zeitgenössische Kunst in Teheran
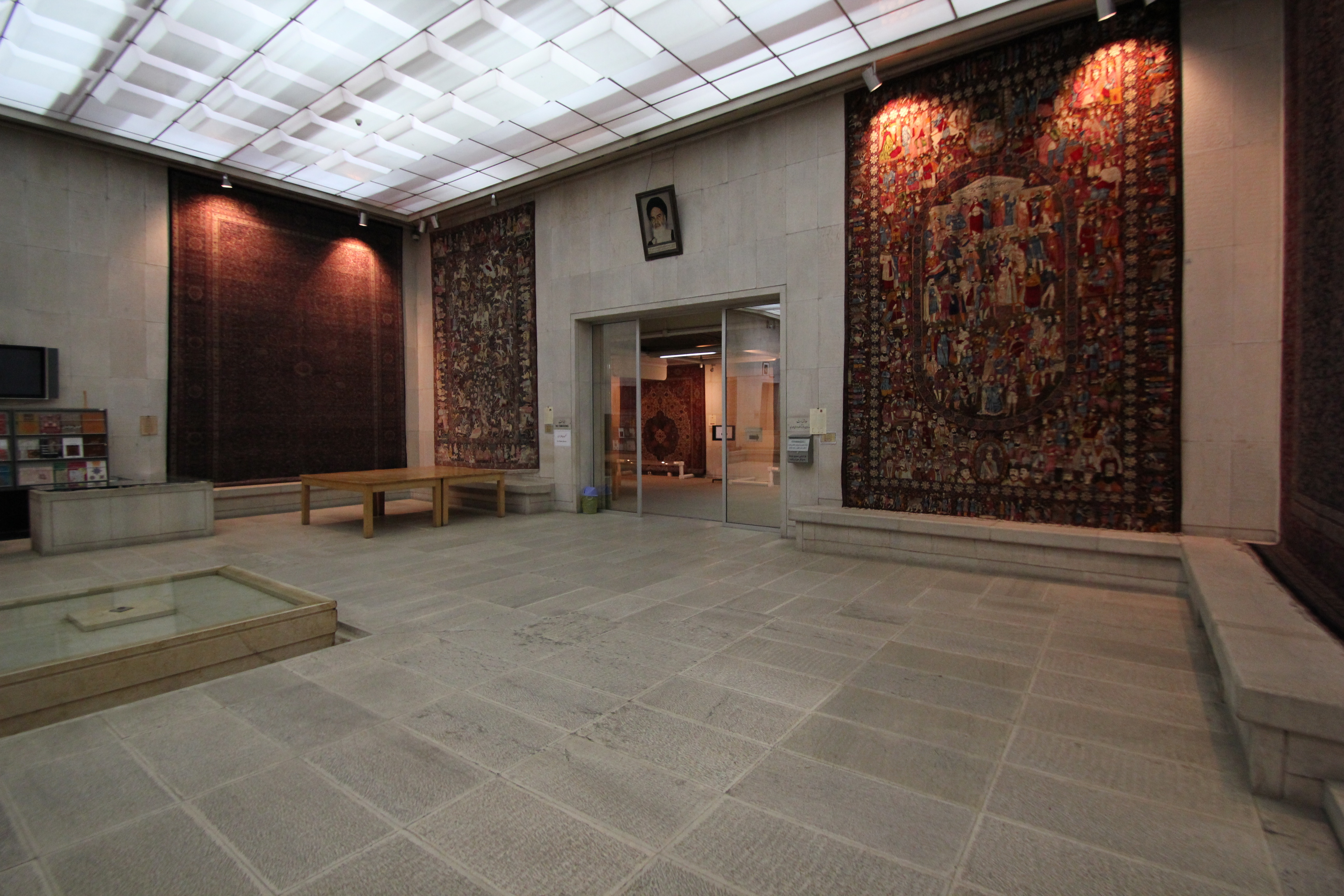
Teppichmuseum

### Bauwerke

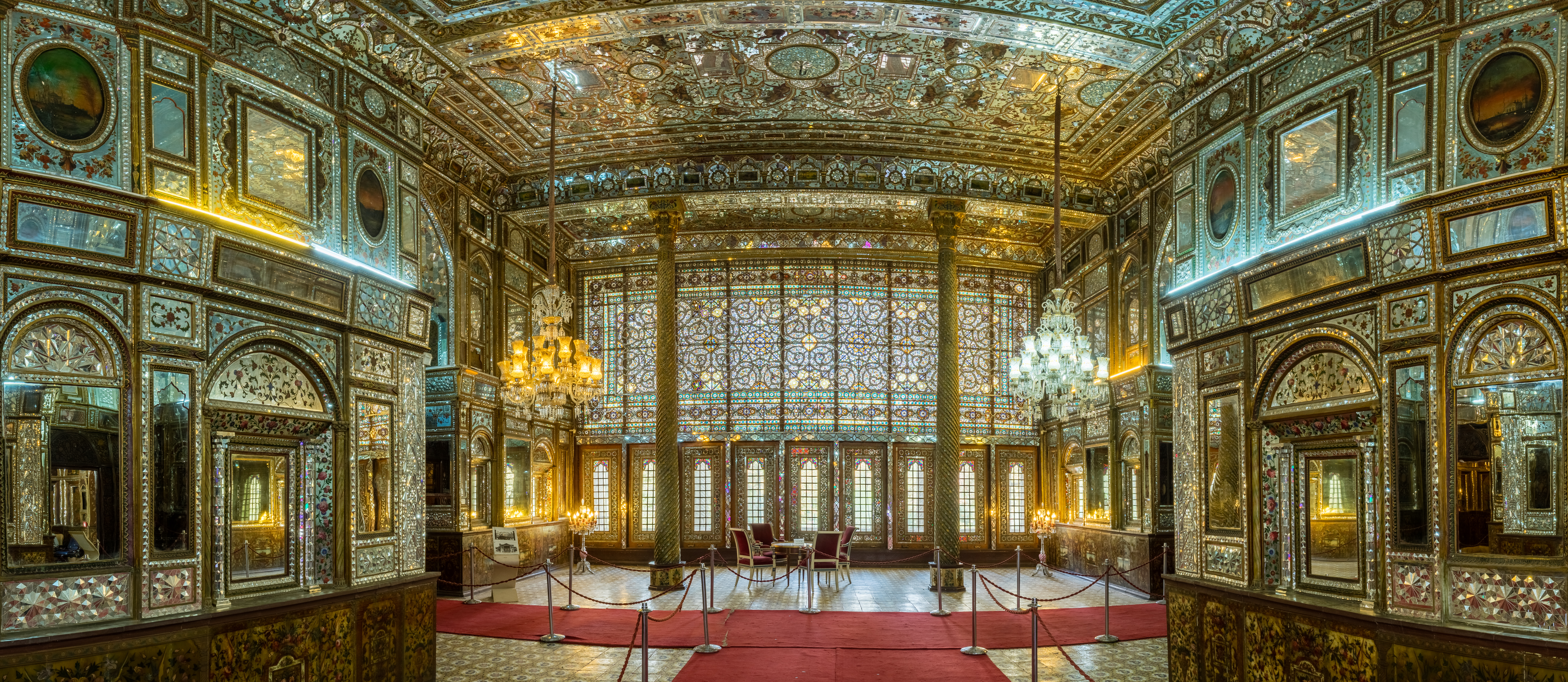
Golestanpalast

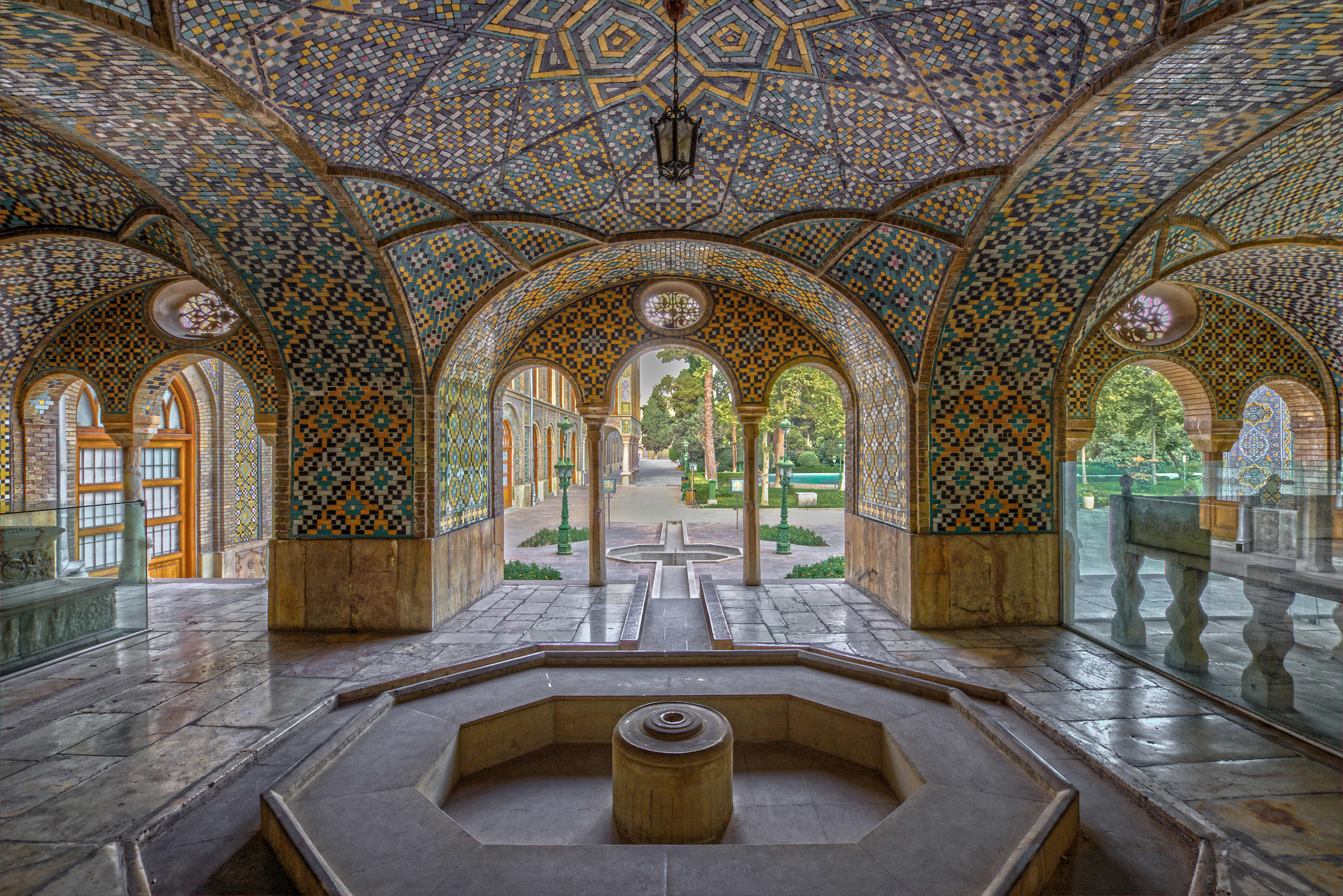
Chalwat Karimchani, Golestanpalast

In Teheran befinden sich zahlreiche sehenswerte Bauwerke. Einige stammen noch aus der Kadscharenzeit, darunter der Golestanpalast, der einstige Regierungspalast (bis 1979 Sitz des Schahs) und die Schah-Moschee. Der Golestanpalast wurde Ende des 18./Anfang des 19. Jahrhunderts errichtet. Heute beherbergt der Bau ein Museum, in dem Keramiken, Schmuck und Waffen gezeigt werden. Bekanntestes Ausstellungsstück ist der Pfauenthron.
In der Nähe des Basars und des Golestanpalastes liegt die Imam-Chomeini-Moschee. Durch vier enge Durchgänge gelangt der Besucher in den Hof im Inneren mit den vier Eingangsportalen. Die Moschee wurde auf Veranlassung des Kadscharenherrschers Fath Ali Anfang des 19. Jahrhunderts erbaut. Die Arkadengänge und die Giebel sind mit gelbgrundig glasierten Fliesen geschmückt. Der zur Hofseite hin offene Hauptgebetssaal wird von einer blauen Kuppel überspannt.
Am Meidan-e Baharestan (Platz des Frühlings) befindet sich die unter dem Kadscharenherrscher Nasir-ud-Din Schah 1830 fertiggestellte Masdsched-e Schahid Mottahari, die bis zur Islamischen Revolution 1979 Sepahsalar-Moschee hieß. Die mit 3700 Quadratmetern größte Moschee der Hauptstadt wird von zwei übereinanderliegenden Arkadenreihen umsäumt, die mit Stuckornamentik ausgestatteten Gebetshallen sind offen dem Hof zugewandt. In der Anlage gibt es eine theologische Fakultät, in der Seminare veranstaltet werden.
Eines der bekanntesten moderneren Bauwerke Teherans ist der 45 Meter hohe Freiheitsturm, der 1971 aus Anlass der 2500-Jahr-Feier der iranischen Monarchie aus über 25.000 weißen in Isfahan gebrochenen Steinen an der Straße vom Flughafen Mehrabad in die Stadt errichtet wurde. Mit einem Lift gelangt man zu einer Aussichtsplattform auf dem Turm, der einen weiten Ausblick über die Stadt bietet. Meist sind hier auch die von Schnee bedeckten Berge des Elbursgebirges zu erkennen. Heute gilt der Turm als Wahrzeichen des modernen Teheran.
Erwähnenswert ist auch der Saadabad-Palastkomplex im Norden Teherans, eine Sommerresidenz des letzten Schahs. In dem Areal mit einer Fläche von 410 Hektar befinden sich mehrere Paläste. Das größte Gebäude ist der Weiße Palast, früher Zeremonien- und Empfangspalast von Reza Schah Pahlavi (1878–1944) und seinem Sohn Mohammad Reza Pahlavi (1919–1980). Weitere Gebäude sind der Palast der Mutter des Schah, der Palast des Kronprinzen, der Schwarze Palast und der Grüne Palast, des ältesten und architektonisch wichtigsten Bauwerkes des gesamten Komplexes.
Auch der Niavaran-Palastkomplex im Nordosten Teherans ist eine weitere Sommerresidenz des ehemaligen Schahs Irans. Auf einem etwa elf Hektar großen, parkähnlichen Gelände im wohlhabenden Stadtteil Niavaran liegen mehr als 20 Gebäude, darunter auch der ab 1870 errichtete Sahebqaraniyeh Palast aus der Zeit der Kadscharen. Im Niavaran-Palastkomplex hielt sich die Familie Pahlavi zu einem großen Teil ihrer Zeit auf. Seit dem Jahr 2000 sind mehrere Gebäude für Besucher freigegeben worden.
Als Symbole der Islamischen Republik gelten die Stätten des Grabmals des Imam Chomeini und der Friedhof Südteherans Behescht-e Zahra mit dem Blutbrunnen. Das Mausoleum im Süden von Teheran hat vier Türme mit jeweils 91 Meter Höhe. Die Höhe von 91 Meter wurde entsprechend dem Alter Chomeinis bei seinem Tod 1989 gewählt. Demzufolge wäre er 1898 geboren worden, oder man hat den islamischen Mondkalender, bei dem das Jahr um elf Tage kürzer ist als beim Sonnenkalender, für die Berechnung seines Lebensalters zugrunde gelegt.
Das höchste Bauwerk in Iran ist der im Jahre 2007 fertiggestellte 435 Meter hohe Fernsehturm Borj-e Milad im Teheraner Stadtteil Gischā. Er ist der sechsthöchste Fernsehturm der Welt.

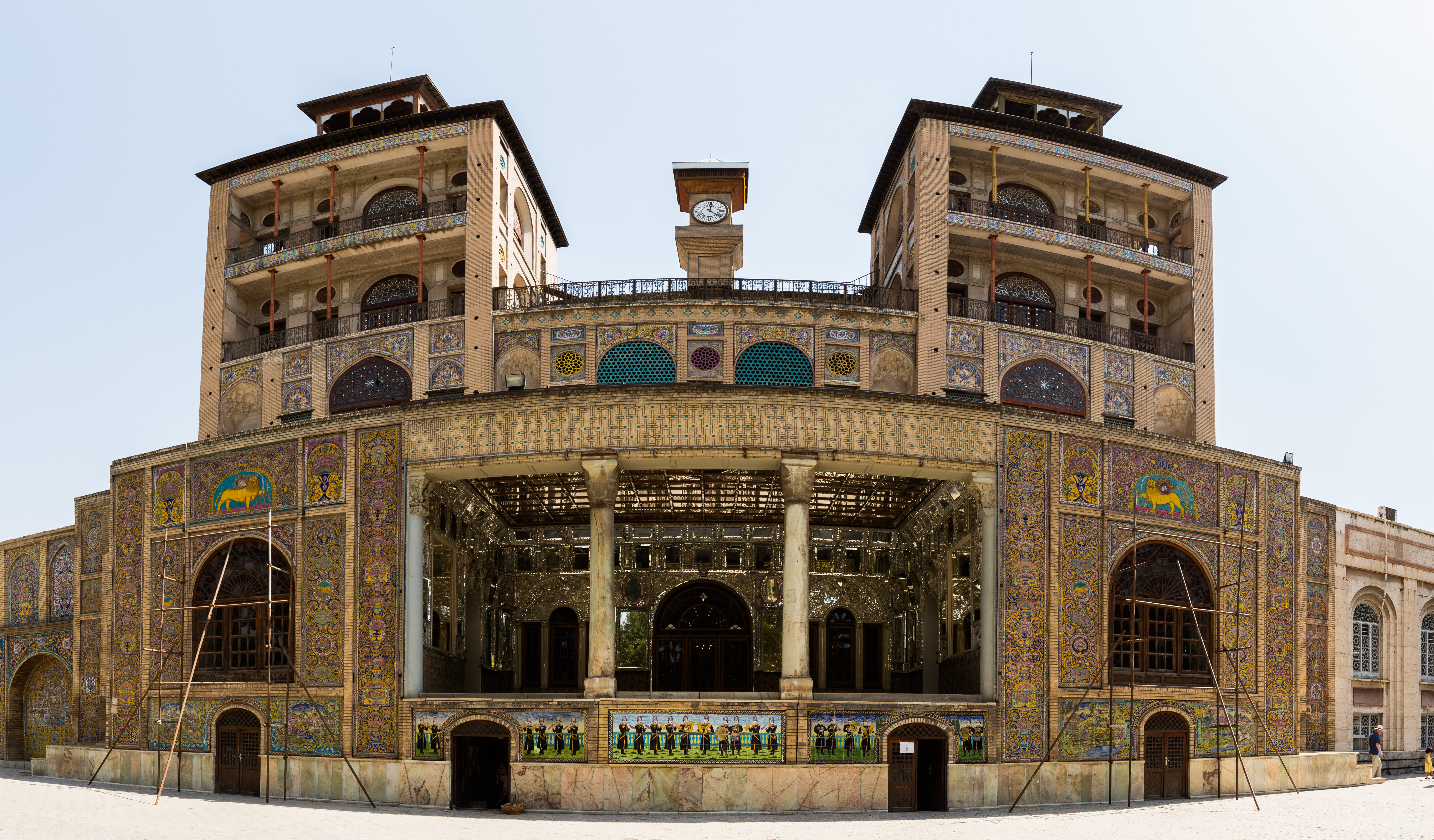
Schams-ol-Emareh – Golestanpalast
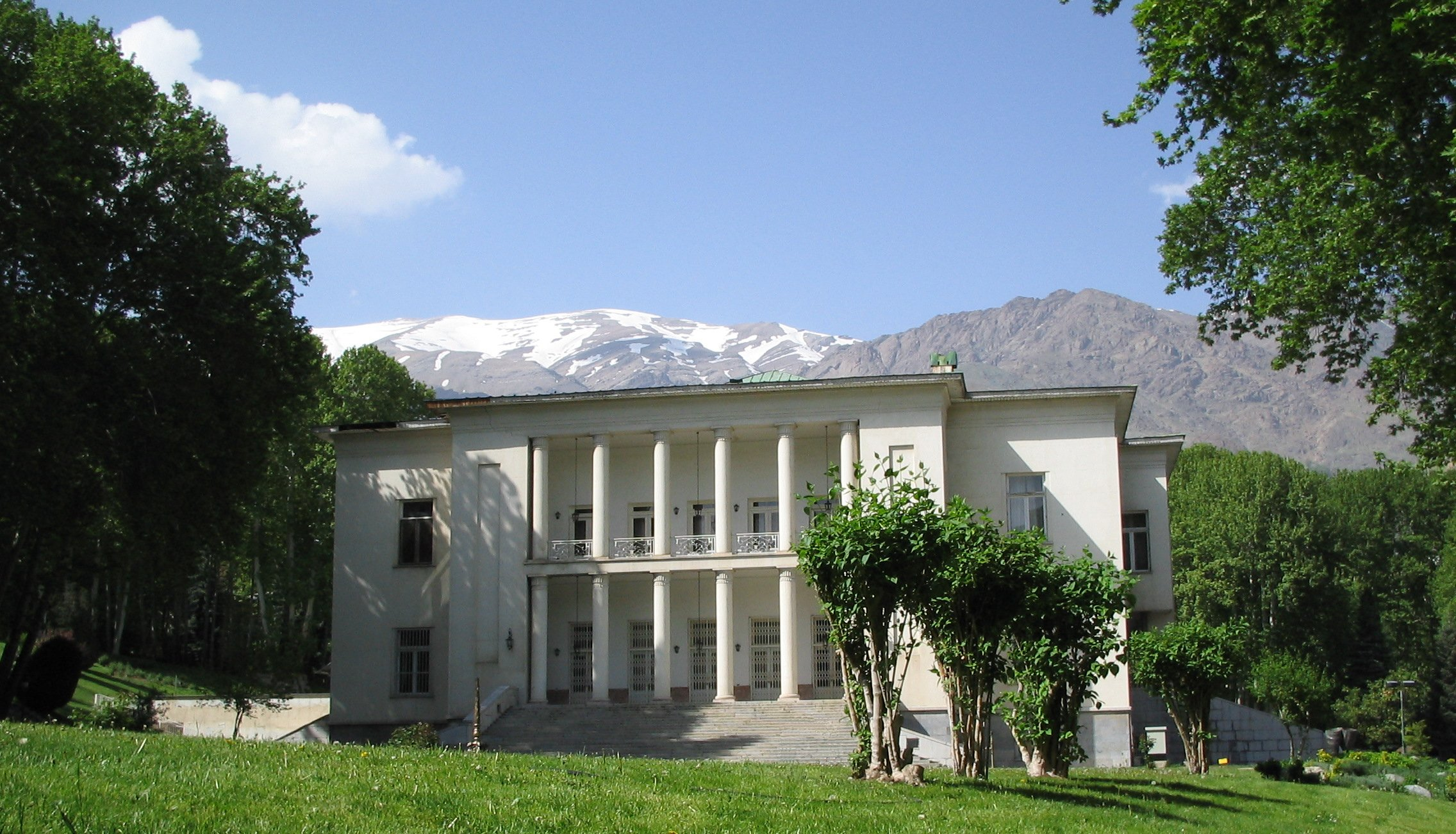
Saadabad-Palastkomplex: Weißer Palast
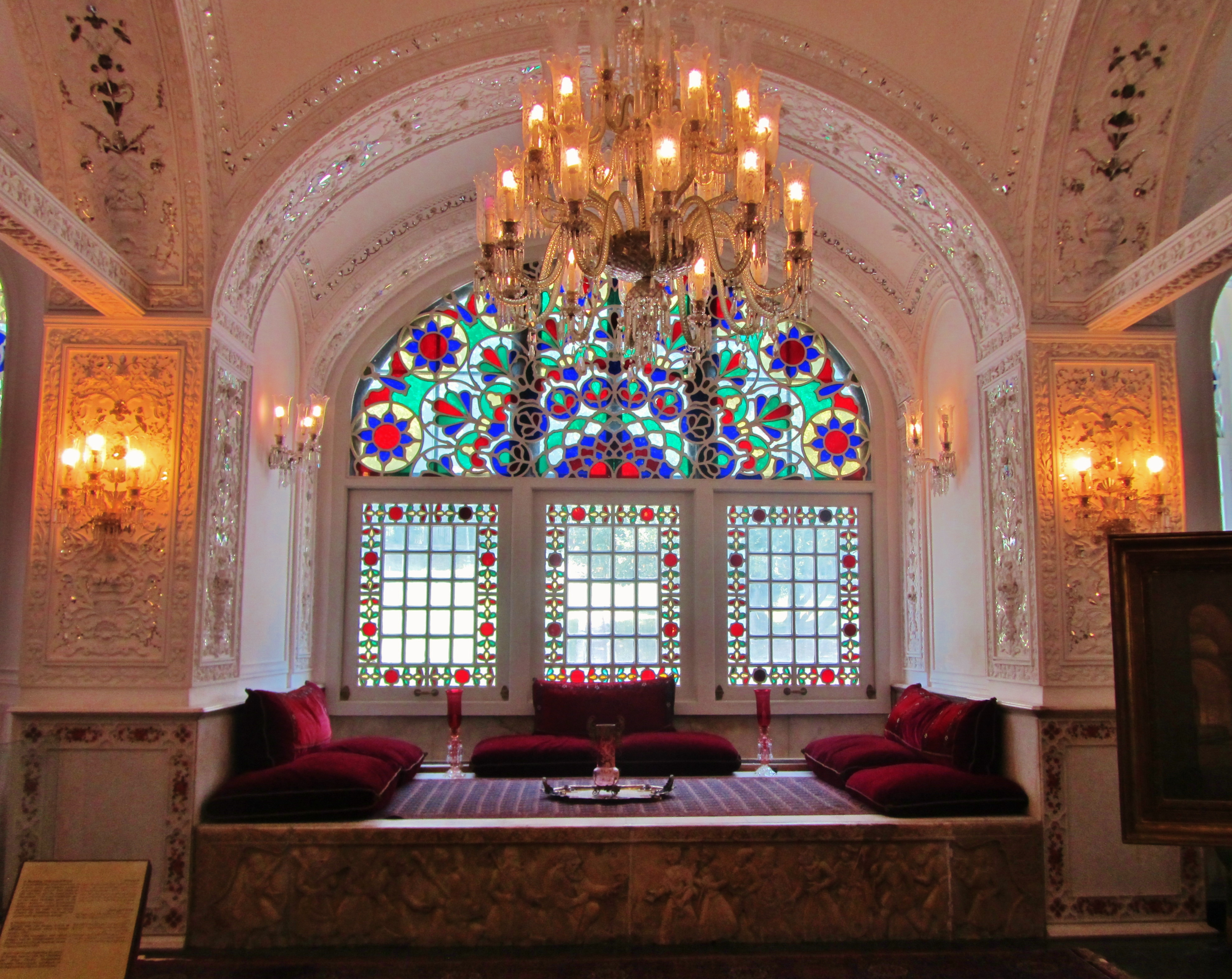
Niavaran-Palastkomplex: Ein Saal
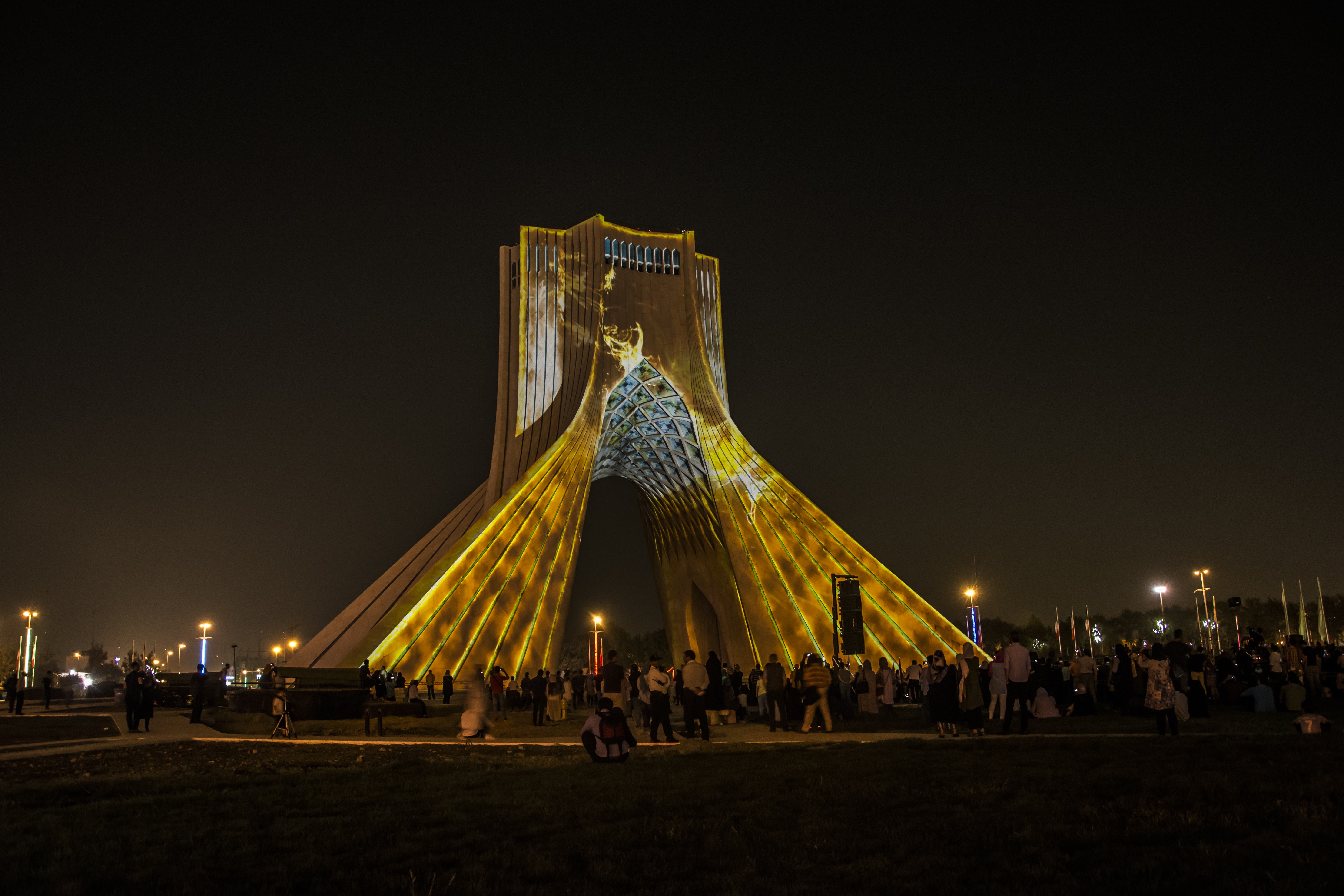
Freiheitsturm

### Parks

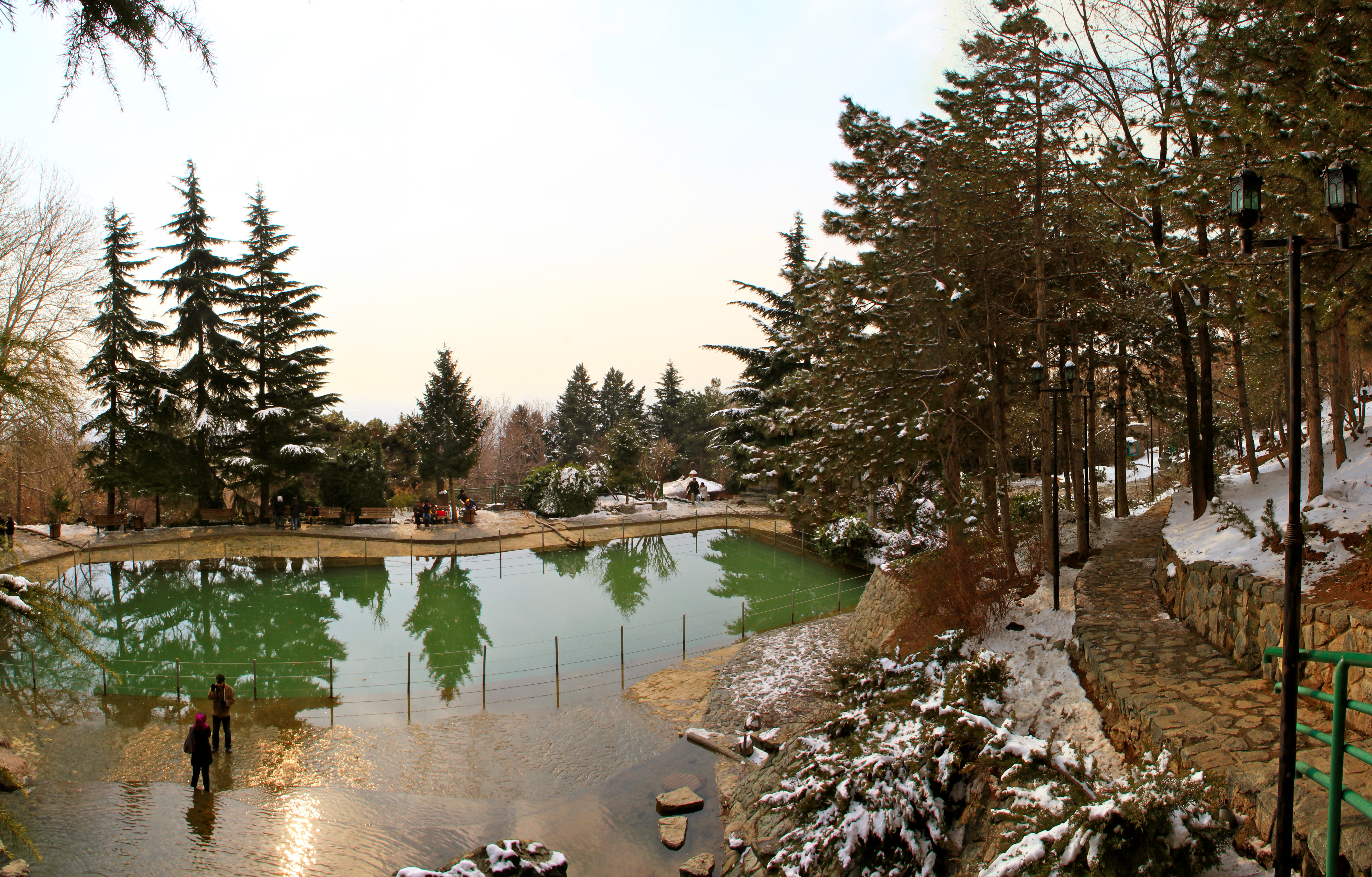
Dschamschidieh-Park

Grundsätzlich ist es aufwändig, in der Höhen- und Trockenlage Teherans begrünte Flächen anzulegen. So dauerte es recht lange, bis man öffentliche Parks von der Größe, die einer Millionenstadt zukommen, anlegte. So ist zum Beispiel der als „Zentralpark“ ausgewiesene Park-e Schahr nur 26 Hektar groß. Noch heute sind riesige Wohngebiete fast völlig ohne Grün, man muss lange laufen, bis man eine der größeren Anlagen erreicht. Inzwischen hat die Stadtverwaltung den Wert von öffentlichen Grün- und Parkanlagen erkannt, vor allem im schnell wachsenden Norden der Stadt wird nun dafür gesorgt.
In Teheran gibt es etwa 800 meist kleinere und kleinste Parks. Bekannte Parks sind der Daneschdschu-Park, der Sa'ei-Park und der Schatrandsch-Park. Einer der größten ist der Mellat-Park, der bis zur Iranischen Revolution 1979 Schahanschahi-Park (Park des Kaiserreichs) hieß. Er grenzt im Osten an die Valiasr-Straße und im Westen an die Parkway (chamran) und Seoul-Straße.
Im Stadtzentrum, nördlich der Teheran-Universität, liegt der Laleh-Park. Im Osten des Parks befindet sich das Landwirtschaftsministerium, im Nordwesten das Teppichmuseum und im Westen das Museum für zeitgenössische Kunst. In der Nähe gibt es viele Coffee Shops, Fast-Food-Restaurants, Einkaufszentren und Designerläden.

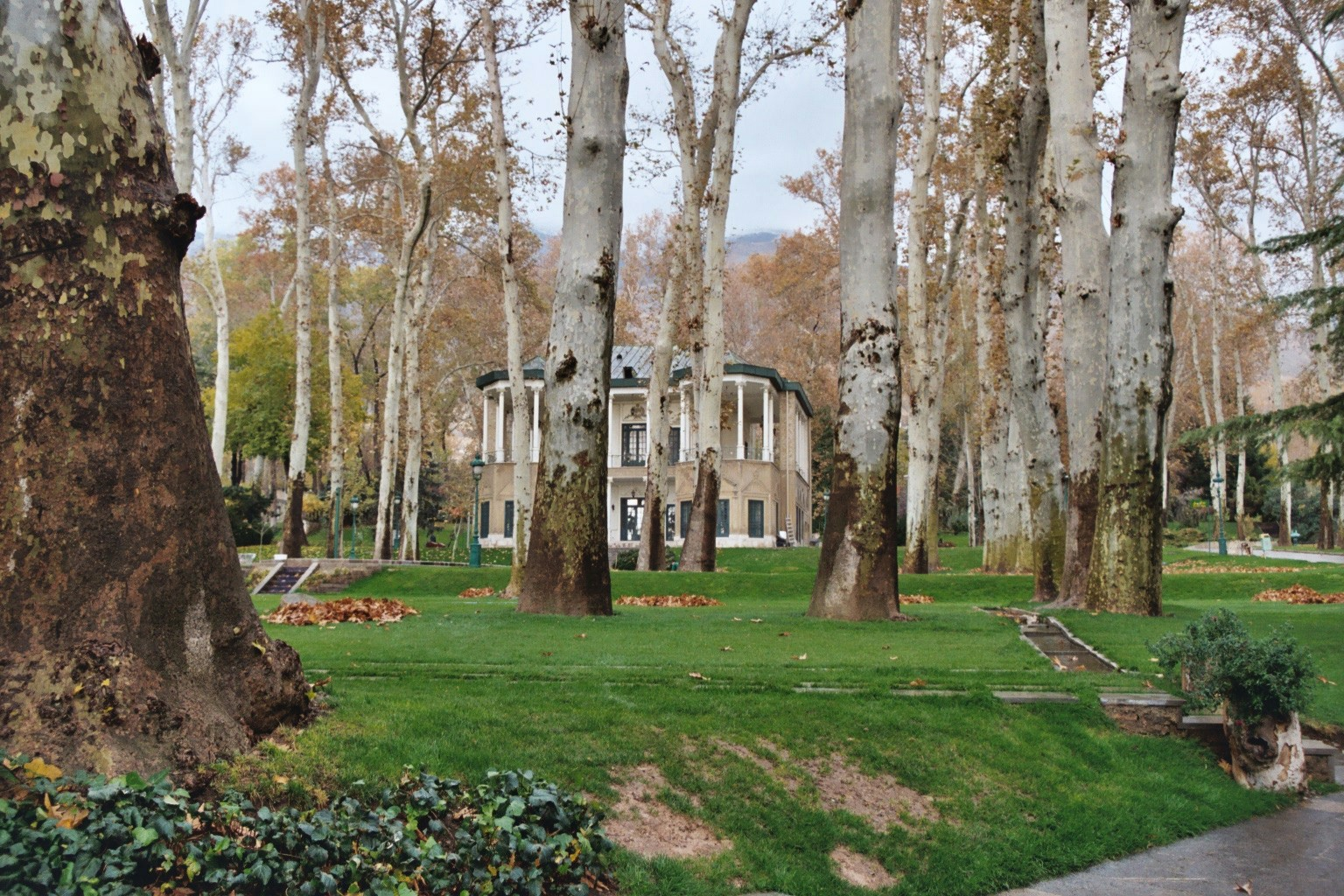
Palast im Niavaran-Park

Im Stadtteil Niavaran liegt der Dschamschidieh-Park, benannt nach dem Kadscharen-Prinzen Dschamschid Davallu Kadschar, dem die iranische Kaiserin Farah Pahlavi den Park widmete. Im Park am Fuße des Kolakchal-Berges gibt es zahlreiche Gaststätten, Teehäuser, Picknickbereiche und ein Freilichtamphitheater. Ein weiterer Park in Niavaran ist der südlich des Palastes gelegene Niavaran-Park.
Schahr-e Bazi (früher Luna-Park) ist der Name von Teherans größtem Vergnügungspark. Er befindet sich im Norden der Stadt nahe der Chamran-Autobahn und der Vorderseite des Stadtteils Evin.
Direkt an der Stadtgrenze zum Bezirk 22, in der Provinz Teheran, liegt der Chitgar-Park. Mit 14,5 Quadratkilometern ist er einer der größten Parks in der Provinz. Dort kann man Rad fahren und eislaufen. Durch den künstlich angelegten Wald fließen die Flüsse Kan und Vardavard. Geplant ist die Anlage eines künstlichen Sees zwischen den Chitgar-Hügeln. Der Park ist über die Landstraße und mit der U-Bahn zu erreichen.

### Sport

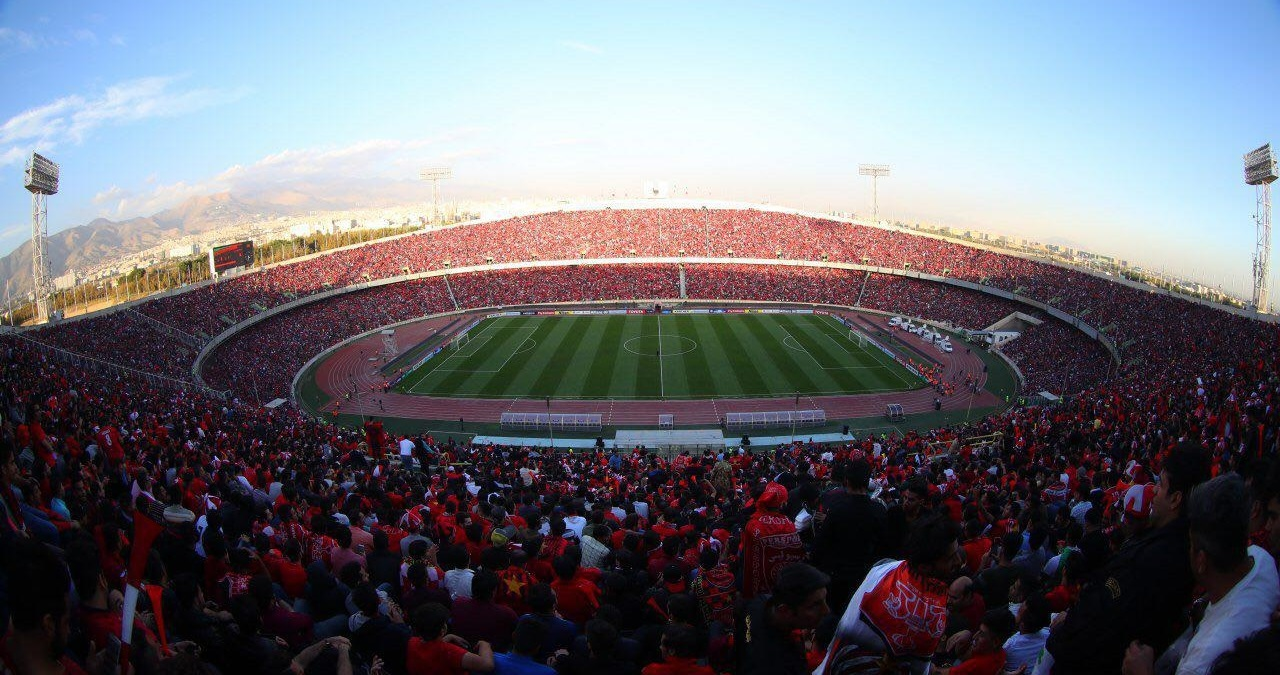
Das Azadi-Stadion in Teheran

Teheran war als erste Stadt in Vorderasien 1974 Austragungsort der Asienspiele. An ihnen nahmen 2.363 Athleten aus 25 Ländern teil.
Der Azadi-Sportkomplex ist mit einem Fassungsvermögen von 110.000 Zuschauern das größte Stadion in Teheran. Er war früher unter dem Namen „Aryamehr“ bekannt. Der letztgenannte Name, ein Titel des Kaisers Schah Mohammad Reza Pahlavi, in dessen Regierungszeit der Komplex errichtet wurde, wurde nach der Revolution 1979 geändert. In ihm trägt die iranische Fußballnationalmannschaft ihre wichtigsten Länderspiele aus. Dort finden auch die Spiele von Persepolis und Esteghlal in der obersten Fußballliga (Iranian Pro League) statt.
Erfolgreichster Fußballclub ist Persepolis. Der Verein ist mit acht Titeln iranischer Rekordmeister. Weitere Klubs sind Pas (Spielstätte ist das Schahid-Dastgerdi-Stadion), Rah Ahan (spielt im Derachschan-Stadion), Saba Battery (Spielstätte ist das Derachschan-Stadion) und Saipa (spielt im Enghelab-Stadion).
Wegen der hohen Temperaturen und der Luftverschmutzung sind sportliche Aktivitäten im Freien sehr anstrengend. Meistens werden Federball, Tennis und Golf gespielt, aber auch Rollerskating ist beliebt. Zu den wichtigsten Sportarten gehören ferner Ringen und Gewichtheben. Teheran war 1959, 1973, 1998 und 2002 Gastgeber der Ringer-WM. In Teheran finden auch zahlreiche Pferderennen und Polospiele statt.
Außerhalb der Stadt kann auch Wasser- und Wintersport betrieben werden. Die Skigebiete rund 30–50 Kilometer nördlich von Teheran sind sehr beliebt. In den Elburs-Gebirgsketten nördlich von Teheran befinden sich in Höhen um 2500–3000 Metern unzählige Skipisten mit idealen Bedingungen und Einrichtungen zu erschwinglichen Preisen, so beispielsweise Dizin. Das Ski-Gebiet bei Totschāl gilt als die vierthöchstgelegene Skiregion der Welt.

### Einkaufen

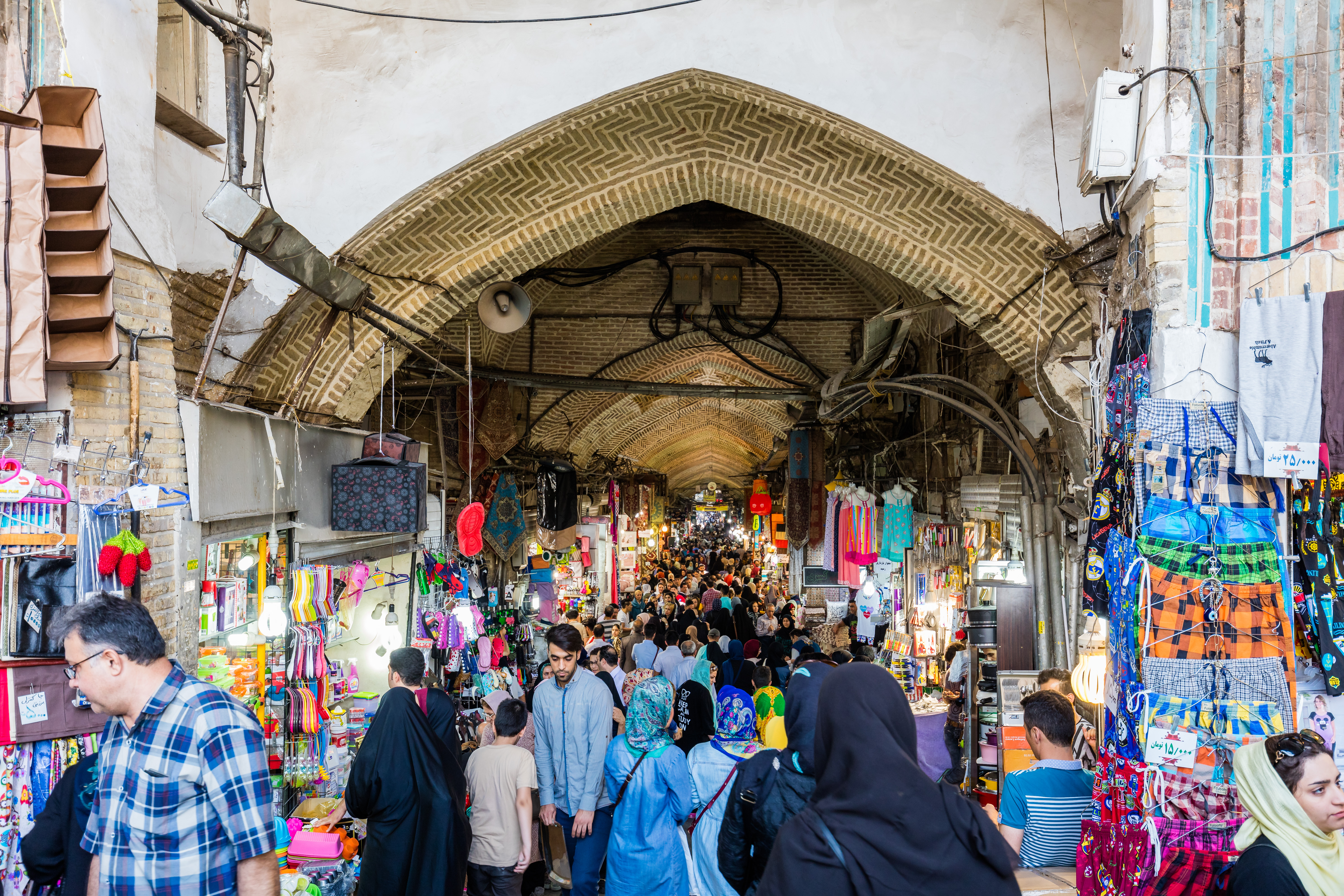
Großer Basar

Sehenswert ist der Basar von Teheran. Er ist mit einer Gassenlänge von knapp zehn Kilometern und über 10.000 Läden der größte überdachte Basar der Welt. In den kleinen Läden wird dem Besucher eine große Auswahl an Waren angeboten, von kostbaren Teppichen über Silber- und Kupferarbeiten bis Lebensmitteln und exotischen Gewürzen.
Für die unterschiedlichen Handwerke sind gesonderte Bereiche auf dem Markt eingerichtet worden. Dort kann man den Handwerken bei ihrer Arbeit zusehen. Der Basar hat täglich außer freitags und an religiösen Feiertagen geöffnet. Angelegt wurde der Basar in der Kadscharen-Zeit. Ein weiterer großer Basar liegt im Vorort Tadschrisch, im Norden Teherans.
Im Jahre 2020 öffnete im Nordwesten von Teheran das Einkaufszentrum „IRAN MALL“ (englisch), persisch بازار بزرگ ايران, DMG Bāzār-e bozorg-e Īrān, ‚Großer Markt von Iran‘. Die Iran Mall stellt, bezogen auf die bebaute Fläche von insgesamt 1,95 Mio. m², das größte Einkaufszentrum der Welt dar.

## Wirtschaft und Infrastruktur

### Wirtschaft
Der Großraum Teheran ist das größte Industrie- und Handelszentrum des Landes, wo 65 Prozent aller Industrieerzeugnisse Irans produziert werden. In den Industriebetrieben der iranischen Hauptstadt werden unter anderem Baumwolltextilien, Lebensmittel, Zement und Ziegelsteine hergestellt. Weitere wichtige Wirtschaftsbereiche sind Petrochemie, Elektrizitätserzeugung und -verteilung, Verkehrstechnik und Automobilindustrie, Aluminium- und Stahlindustrie sowie Wasser- und Abwasserwirtschaft.
Von der National Iranian Oil Company in der Hauptstadt wird die Rohölindustrie, die sich in Abadan und anderen Regionen des Landes konzentriert, verwaltet. Die Wirtschaft unterliegt zum größten Teil der staatlichen Kontrolle. In privater Hand befinden sich ausschließlich kleinere Betriebe.
An der Forschung beteiligt ist maßgeblich das Research Institute of Petroleum Industry.
Die iranische Hauptstadt ist Sitz der 1967 gegründeten Tehran Stock Exchange (TSE). Eine zweite Börse, die Iranische Ölbörse mit Sitz auf der Insel Kisch im Persischen Golf wurde am 17. Februar 2008 eröffnet. Betreibergesellschaft ist die „International Iran Oil Bourse Company“, die sich mehrheitlich im Besitz des Oil Industry Pension Fund in Teheran befindet. Auch die Iran Fara Bourse Securities Exchange befindet sich hier.
Probleme bereitet die starke Luftverschmutzung, die mit Stand von 2016 zu rund 80 % durch den Verkehr hervorgerufen wurde sowie durch den Hausbrand im Winter und industrielle Emissionen. 2016 waren etwa 3,5 Millionen Fahrzeuge in der Stadt unterwegs, davon viele aus der staatseigenen Produktion des Iran-Khodro-Konzerns, die im Vergleich zu modernen ausländischen Autos zum Teil mehr als das Doppelte an Treibstoff verbrauchen.
Die Wasserknappheit sowie der Mangel an Parkanlagen und Waldgebieten in der Umgebung verstärken die ökologischen Probleme. Ebenso gibt es eine überdurchschnittliche Belastung des Trinkwassers mit Schadstoffen. Eine Folge davon ist eine Zunahme der Asthma- und Herz-Kreislauf-Erkrankungen sowie Allergien unter den Einwohnern Teherans. Die Umweltverschmutzung in der Hauptstadt ist im weltweiten Vergleich eine der höchsten.

### Verkehr

#### Fernverkehr

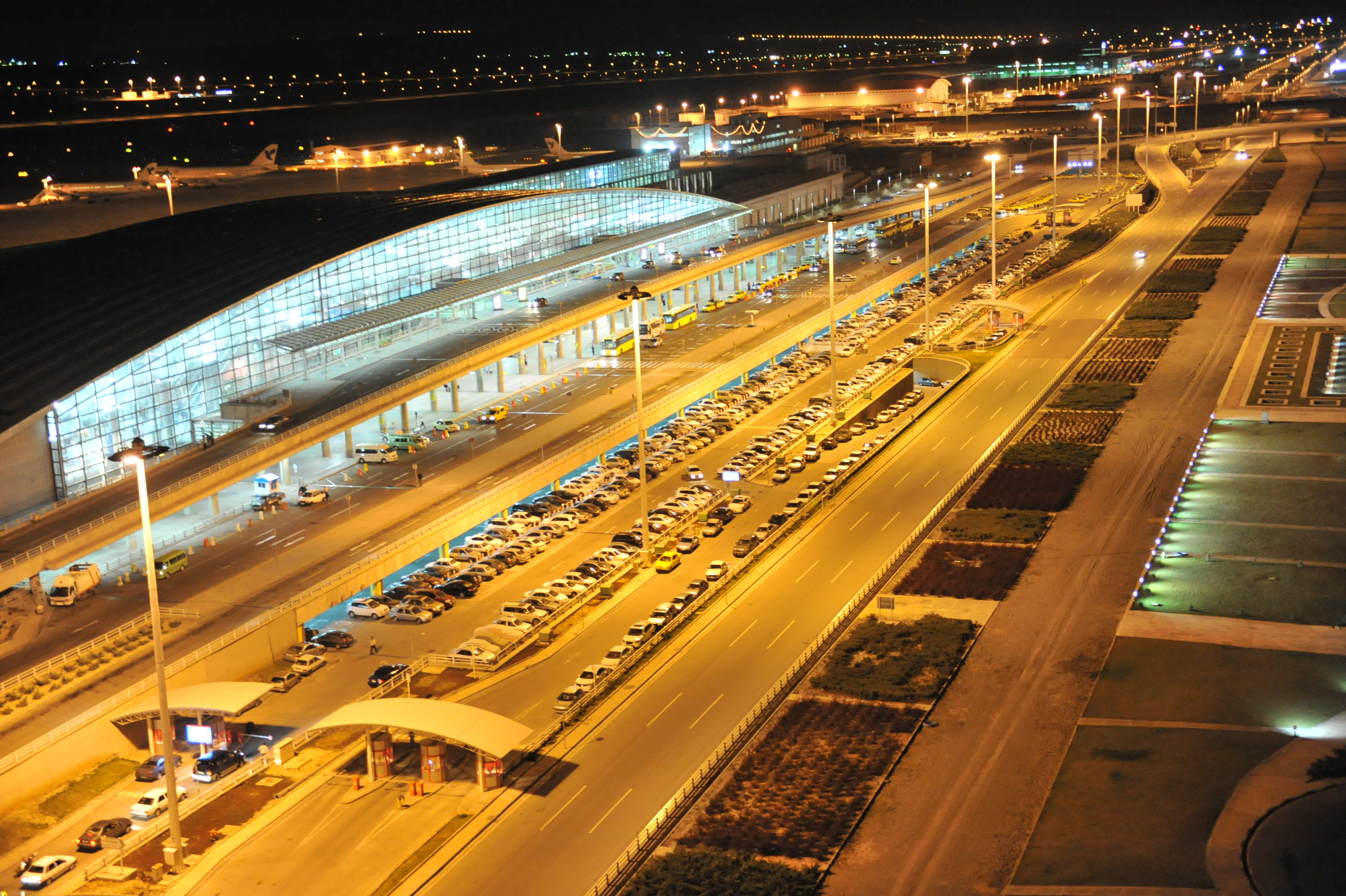
IKA-Flughafen, Teheran

Mit den beiden Flughäfen Mehrabad International Airport (THR) und dem am 8. Mai 2004 eröffneten Imam Khomeini International Airport (IKA) besitzt Teheran Anschluss an den internationalen Luftverkehr.
Der Flughafen Mehrabad liegt fünf Kilometer westlich von Teherans Zentrum. Die Fahrzeit zur Stadt beträgt mit dem Flughafenbus 45 Minuten und mit dem Taxi 30 Minuten. Der Imam Khomeini International Airport befindet sich 30 Kilometer südlich Teherans. Die Fahrzeit zur Stadt beträgt mit Bus ca. eine Stunde und 30 Minuten, mit dem Taxi ca. eine Stunde. Innerhalb des Landes sind Flugreisen sehr bequem und auch sehr günstig. Tickets müssen allerdings weit im Voraus gebucht werden, da die Flüge oft voll besetzt sind.
Mit Überlandbussen besteht Anschluss an Europa. Ab dem Istanbuler Busbahnhof Esenler verkehren täglich Linienbusse bis nach Teheran. Das hervorragende Autobahnnetz Irans mit Straßen auf mitteleuropäischem Standard ist auf Teheran zentralisiert.
Der Teheraner Hauptbahnhof wird durch die Eisenbahngesellschaft der Islamischen Republik Iran betrieben. Mit Fernzügen sind alle großen Städte des Landes zu erreichen, unter anderem Maschhad, Ahwas, Täbris, Ghom, Chorramschahr und Isfahan. Als einzige Auslandsverbindung verkehrt ein Zugpaar nach Istanbul.
Im Mai 2008 wurde bekanntgegeben, dass Iran einen Transrapid von Teheran bis in die 850 km entfernte östliche Pilgerstadt Maschad bauen lassen werde. Iran hoffte, so die jetzigen Reisezeiten von 2,5 Tagen mittels Bus auf bis zu zwei Stunden zu reduzieren.
2005 gab es in Iran pro Stunde durchschnittlich drei Verkehrstote, das heißt pro Jahr circa 27.000. Damit lag das Land auf Rang eins der internationalen Statistik.

#### Nahverkehr, Stadtautobahnen

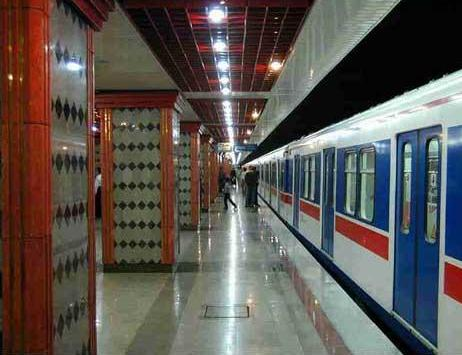
U-Bahn-Station in Teheran

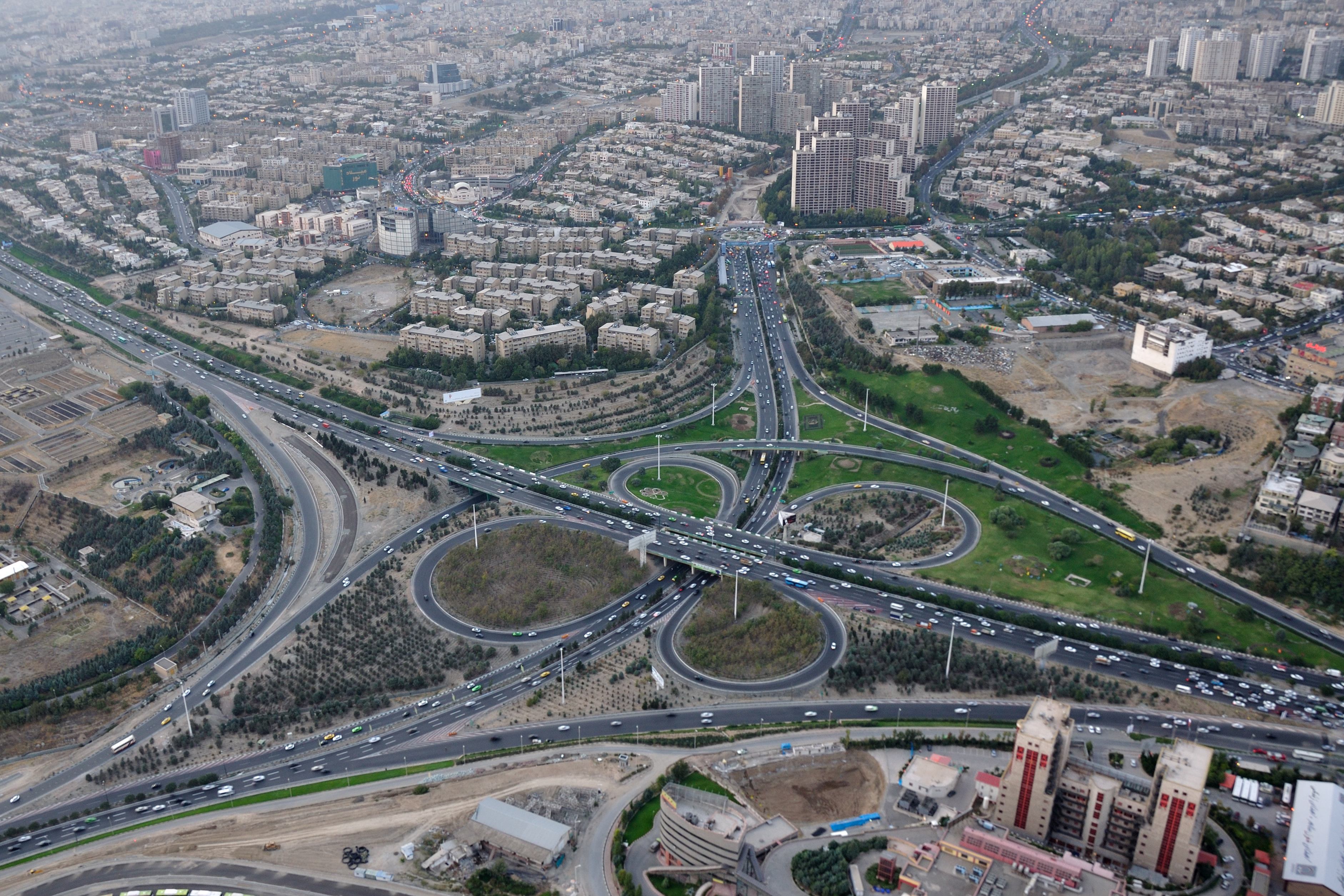
Hemmat Expressway

Die Verkehrssituation, speziell in der Innenstadt, ist seit geraumer Zeit sehr angespannt. Die angestiegene Einwohnerzahl hat einen alltäglichen Verkehrsinfarkt zur Folge. Hauptgrund hierfür ist das Fehlen eines effizienten öffentlichen Nahverkehrssystems. Ein Großteil der Bevölkerung ist nach wie vor auf die Nutzung von Bussen und Taxis angewiesen.
Die ersten Omnibusse fuhren 1927 in der iranischen Hauptstadt. Insgesamt verkehren mehr als 5.000 Busse verschiedener Typen auf etwa 250 Hauptstrecken und rund 100 Expressrouten. Das Bussystem trägt die Hauptlast im Öffentlichen Personennahverkehr (ÖPNV). Die rund 4.000 Minibusse bedienen über 100 Linien und verbinden die Außenbezirke und Vororte mit der Innenstadt. Dem unzureichenden Angebot steht eine große Nachfrage nach Transportmöglichkeiten gegenüber. Deshalb nutzen Busfahrgäste auch Taxis: Insgesamt fahren rund 30.000 auf den Straßen Teherans.
Der Oberleitungsbus Teheran verkehrt seit 1992 in der Stadt, es ist der einzige Obus-Betrieb in Iran. Das ursprünglich 17,1 Kilometer lange Streckennetz wurde zeitweise von bis zu fünf Linien bedient, heute gibt es nur noch eine Linie auf einem circa zwei Kilometer langen Teilstück.
Teheran ist die am besten mit innerstädtischen Autobahnen und Schnellstraßen ausgestattete Stadt in Westasien. Sie durchziehen alle Stadtteile, wenn auch oft in größeren Abständen von den traditionellen Wohngebieten. Da, wo es möglich ist, werden Böschungen, Kreuze und Auffahrten aufwändig begrünt. An vielen Stellen sorgen Fußgängerbrücken dafür, dass die Bewohner ohne große Umwege zu den Bushaltestellen gelangen.
Am 7. März 1999 wurde die erste Linie (Linie 5 – Teheran-Karadsch-Mehrschahr-Schnellbahn) der U-Bahn in Teheran eröffnet. Teilstrecken der Linie 2 folgten am 21. Februar 2000, und auch ein Teil der Linie 1 wurde am 28. August 2001 in Betrieb genommen. Die drei Linien werden von der „Tehran Urban & Suburban Railway Company“ betrieben.

### Medien
Teheran ist das Medienzentrum des Landes. Hier erscheinen die wichtigsten Tageszeitungen (Dschomhuri-ye Eslami, Resalat, Keyhan, Achbar, Ettelā'āt), darunter auch einige englischsprachige (Tehran Times, Kayhan International, Iran Daily, Iran News).
Die in Teheran herausgegebene Tageszeitung Hamshahri („Der Mitbürger“) ist die am meisten gelesene Zeitung im Land. Sie wurde 1992 vom früheren Bürgermeister Gholamhossein Karbastschi gegründet und wird vom Magistrat der Stadt herausgegeben. Die Leserschaft sind überwiegend Anhänger der progressiv orientierten „Partei der Diener des Aufbaus“.
Keyhan („Die Welt“) ist die Tageszeitung mit der zweithöchsten Auflage. Herausgeber der seit 1943 erscheinenden Zeitung ist die Kayhan-Gesellschaft. Durch ihren Anschluss an die internationalen Nachrichtenagenturen AFP, AP und Reuters ist sie weitgehend unabhängig von der staatlichen iranischen Nachrichtenagentur IRNA. Die Leser sind eher konservativ und stehen dem Revolutionsführer Ali Chamene’i nahe.
Die Tageszeitung Iran mit Hauptsitz in Teheran gehört zu den zehn am meisten gelesenen Zeitungen und ist die einzige vom Staat finanzierte Tageszeitung des Landes. Herausgeber ist die iranische Nachrichtenagentur IRNA. Die Leserschaft kann dem politischen Lager der Reformer um den früheren Präsidenten Mohammad Chatami zugeordnet werden.
Seit 1998 erscheint in Teheran die Literatur- und Kunstzeitschrift Nafeh.
Die Zeitungen, aber auch die staatlichen Rundfunk- und Fernsehsender unterliegen staatlicher Zensur. Zusätzlich gibt es über 30 iranische Fernsehsender aus dem bei Los Angeles liegenden San Fernando Valley, Kalifornien, die über Satellit oder Internet in Teheran empfangen werden können. Diese von der iranischen Zensur nicht erreichbaren Sender spielten während der Studentenproteste 2003 eine wichtige Rolle bei der Koordination der Demonstrationen.

### Bildung

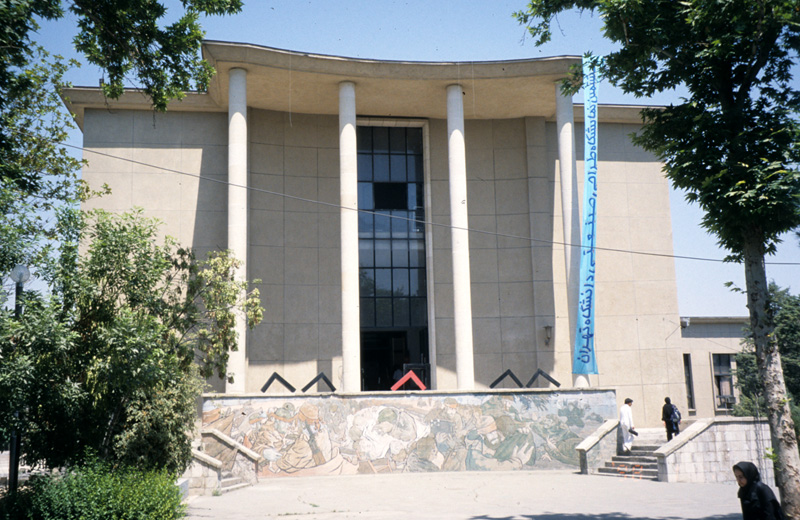
College of Fine arts der Universität Teheran

Zu den zahlreichen Universitäten in Teheran gehören unter anderem: Allameh-Tabatabai-Universität, Amirkabir-Universität der Technologie, Alzahra-Universität, Bagher-Aloloum-Universität, Baghiatollah-Universität, Medizinwissenschafts-Universität Baqiyatallah, Komprehensive Universität der Technologie, Imam-Ali-Universität für Armeeoffiziere, Imam-Hossein-Universität, Imam-Sadegh-Universität, Institut für Studien in Theoretischer Physik und Mathematik (IPM), Internationale Universität Irans, Iran-University der Medizinwissenschaften, Iran-Universität der Wissenschaft und Technologie (IUST), Islamische Azad-Universität und K.N.-Tusi-Universität der Technologie.
Weitere bedeutende Universitäten sind: Medizinische Universität für die Armee der Islamischen Republik Iran, NAJA-Universität der Polizei, Payame Noor Universität, Schahed-Universität, Schahid-Beheschti-Universität, Schahid-Beheschti-Universität für Medizinische Wissenschaften und Gesundheitsdienste, Schahid-Sattari-Universität für Luftfahrtingenieurswesen, Scharif-Universität für Technologie, Tarbiat-Moallem-Universität, Tarbiat-Modares-Universität, Tehran-Universität der Angewandten Wissenschaften und Technologie, Tehran-Universität der Medizinwissenschaften, Tehran-Universität von Tarbiat Moallem, Universität Teheran, Emam-Reza-Universität, Universität Islamischer Sekten, Universität für Soziale Wohlfahrt und Rehabilitations-Wissenschaften, Kharazmi-Universität sowie die Universität der Künste.

## Söhne und Töchter der Stadt
Teheran ist Geburtsort zahlreicher prominenter Persönlichkeiten.